# 게이티드 커뮤니티

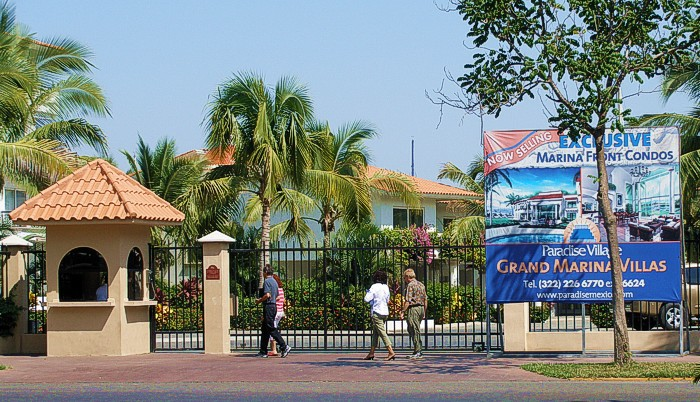
누에보 바야르타, 나야리트주, 멕시코의 파라다이스 빌리지 그랜드 마리나 빌라 입구

게이티드 커뮤니티(영어: gated community) 또는 벽으로 둘러싸인 공동체(walled community)는 보행자, 자전거 및 자동차의 출입이 엄격하게 통제되고 종종 벽과 울타리로 둘러싸인 폐쇄된 경계를 특징으로 하는 주택단지 또는 주택단지의 한 형태이다. 역사적으로 도시들은 주민들을 보호하기 위해 방어적인 성벽과 통제된 문을 건설했으며, 이러한 요새들은 일부 도시의 구역들을 분리하기도 했다. 오늘날 게이티드 커뮤니티는 일반적으로 작은 주거용 도로와 다양한 공유 편의시설로 구성된다. 소규모 공동체의 경우 이러한 편의시설은 공원이나 기타 공동 공간만을 포함할 수 있다. 대규모 공동체의 경우 주민들이 대부분의 일상 활동을 공동체 내에서 머무는 것이 가능할 수 있다. 게이티드 커뮤니티는 공동 이익 개발의 한 유형이지만, 의도적 공동체와는 다르다.
사회사적인 이유로, 선진국에서는 주로 미국에 존재한다.
게이티드 커뮤니티가 공간적으로 거점의 한 유형이라는 점을 감안할 때, 인류학자 세타 M. 로우는 이들이 게이티드 커뮤니티 외부의 더 넓은 공동체의 순 사회 자본에 부정적인 영향을 미친다고 주장했다. 일부 게이티드 커뮤니티는 일반적으로 "경비원이 있는 게이티드 커뮤니티"라고 불리며 사설 경비원이 상주하고 종종 고가 주택의 본거지이거나 은퇴 공동체로 설정된다.

## 특징

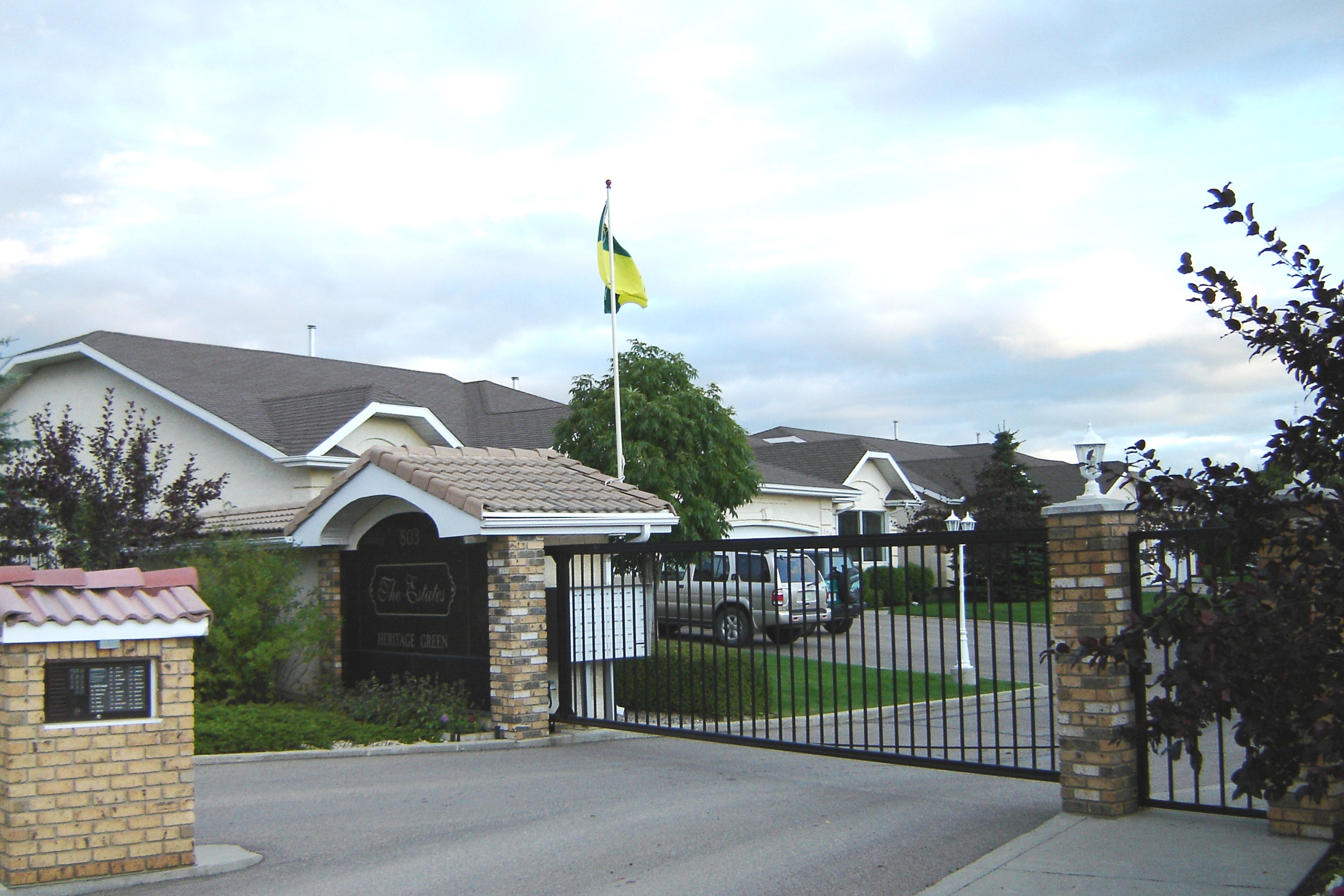
새스커툰, 서스캐처원, 캐나다의 경비가 있는 게이티드 커뮤니티

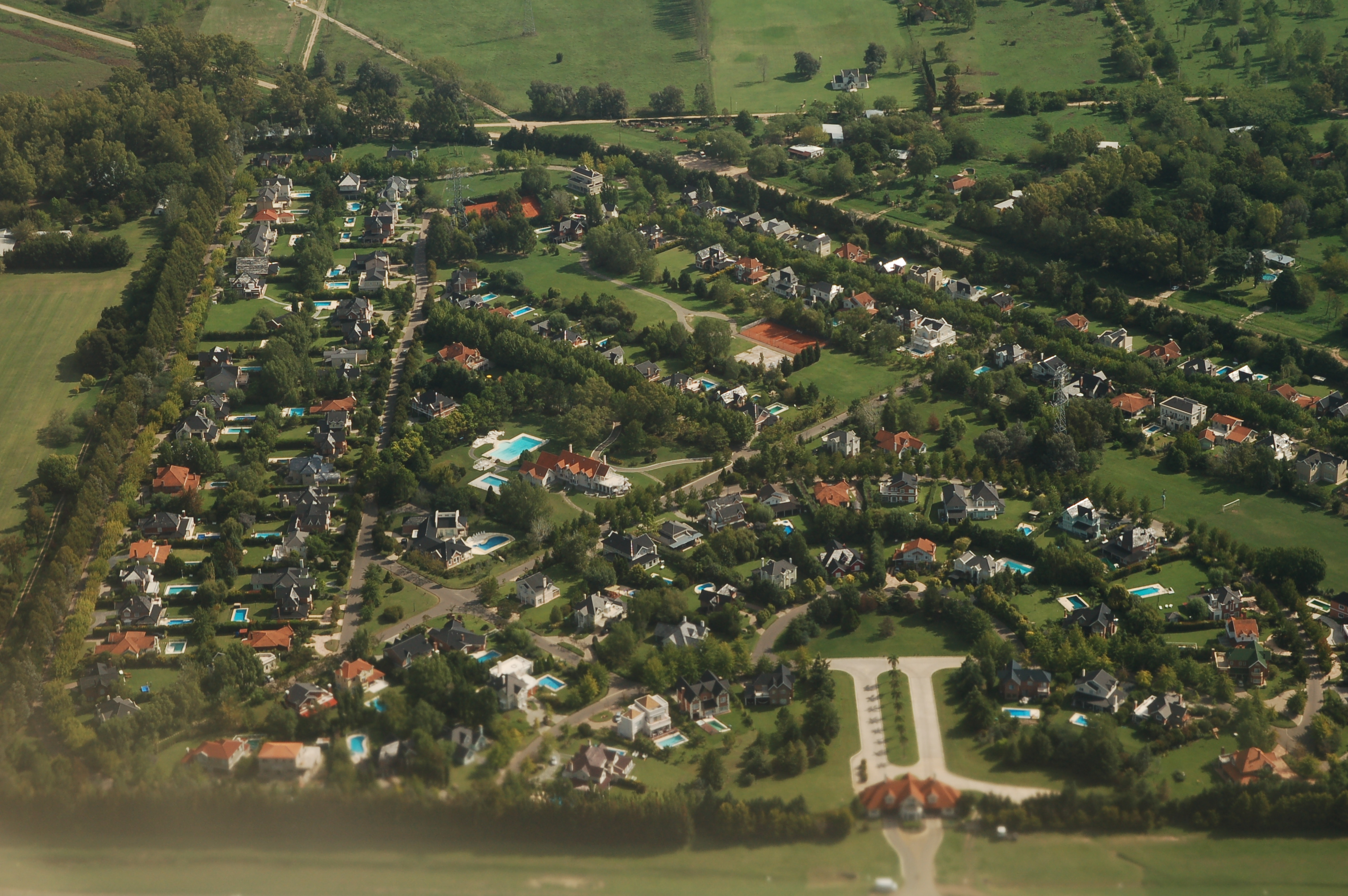
부에노스아이레스 교외인 에세이사 근처의 게이티드 커뮤니티

문지기 서비스 외에도 많은 게이티드 커뮤니티는 다른 편의 시설을 제공한다. 이는 지리적 위치, 인구 구성, 커뮤니티 구조 및 징수된 커뮤니티 수수료를 포함한 여러 요소에 따라 달라질 수 있다. 마스터 협회에 속하는 하위 협회가 있는 경우, 마스터 협회가 많은 편의 시설을 제공할 수 있다. 일반적으로 협회가 클수록 더 많은 편의 시설을 제공할 수 있다.
편의 시설은 주택 유형에 따라 달라지기도 한다. 예를 들어, 단독 주택 공동체는 개인 주택 소유자가 개인 수영장을 건설할 수 있기 때문에 공용 수영장이 없을 수도 있다. 반면 콘도미니엄은 개별 유닛에 개인 수영장을 설치할 수 있는 옵션이 없기 때문에 공동 수영장을 제공할 수 있다.
제공되는 일반적인 편의 시설에는 다음 중 하나 이상이 포함될 수 있다.
- 수영장
- 볼링장
- 테니스 코트
- 커뮤니티 센터 또는 클럽하우스
- 골프장
- 마리나
- 현지 식사
- 놀이터
- 운동실 및 운동 기구
- 스파
- 코워킹 스페이스

## 전 세계

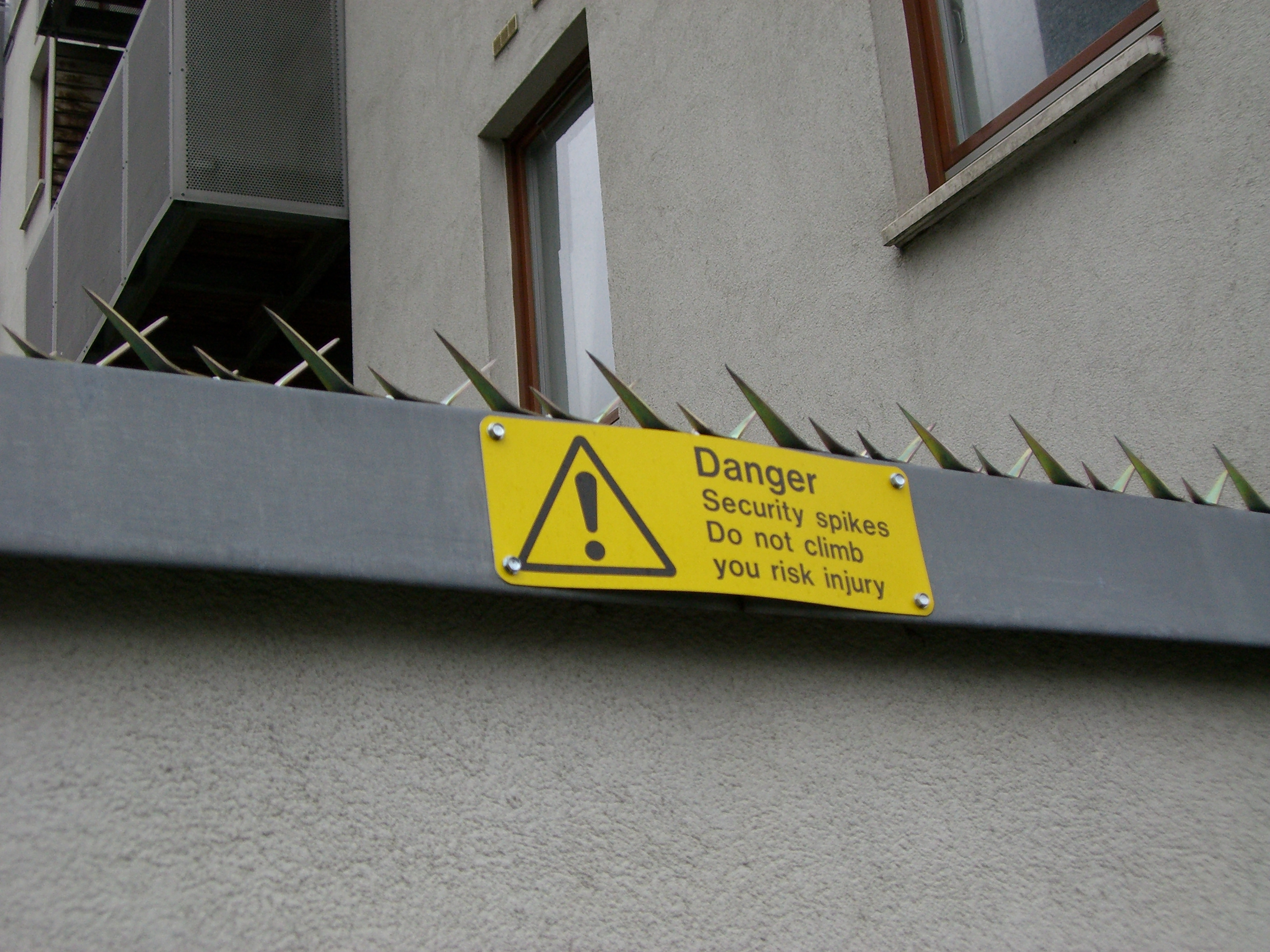
"보안 구역" 커뮤니티의 보호 스파이크

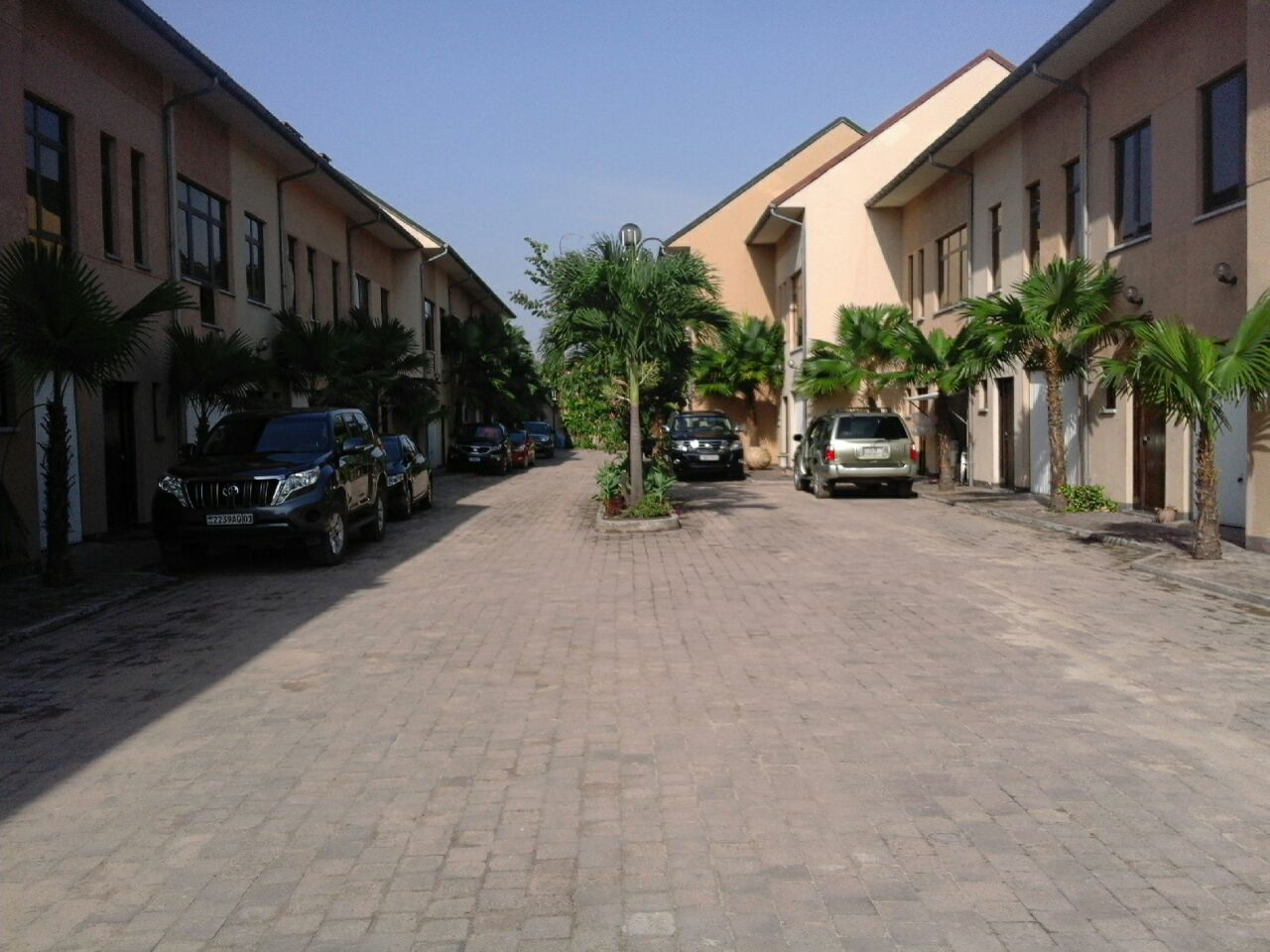
DRC 킨샤사, 은갈리에마에 있는 게이티드 커뮤니티 내부

홍콩 YOHO 타운의 게이티드 커뮤니티

브라질에서 가장 널리 퍼진 게이티드 커뮤니티 형태는 "콘도미니오 페차도" (폐쇄 주택단지)라고 불리며 상류층의 선망의 대상이다. 이러한 곳은 자체 인프라(비상 전원 공급 장치, 위생 시설 및 경비원)를 갖춘 작은 마을이다. 이러한 공동체의 목적은 거주자를 외부 폭력으로부터 보호하는 것이다. 동일한 철학이 폐쇄된 건물 및 대부분의 쇼핑센터(그 중 다수는 주차장 내부 또는 차고에서만 접근 가능)에서도 볼 수 있다.
멕시코에서 가장 흔한 게이티드 커뮤니티 형태는 프리바다(privada), 프락시오나미엔토(fraccionamiento) 또는 콘도미니오(condominio)라고 불리는데, 프리바다와 프락시오나미엔토는 주로 개별 단독 주택들이 모여 있는 형태로, 크기와 모양이 다양하며, 때로는 주택이 개별적으로 개발 및 건축되는 반면, 다른 경우에는 (주로 프락시오나미엔토에서) 주택이 동일한 디자인과 모양을 가지고 있다. 프락시오나미엔토에서는 이러한 주택들이 게이티드 구역 내에 있는 공원, 체육관, 파티룸, 수영장과 같은 편의 시설을 이용할 수 있으며, 주거 관리로부터 유지보수 서비스를 받을 수도 있다. 콘도미니오는 일반적으로 프락시오나미엔토 및 프리바다와 유사하지만, 아파트 건물 계획에 적용된다.
파키스탄에서는 대도시뿐만 아니라 소도시에도 게이티드 커뮤니티가 위치해 있으며, 고품질 생활의 기준으로 여겨진다. 국방 주택청과 바리아 타운은 주요 민간 게이티드 커뮤니티 개발 및 관리 회사이며 세계에서 가장 큰 회사 중 하나이다. 바리아 타운 자체의 자산 가치는 300억 달러에 달한다. 파키스탄의 대부분의 게이티드 커뮤니티에는 공공 공원, 학교, 병원, 쇼핑몰, 체육관, 컨트리 클럽이 있다.
아르헨티나에서는 "바리오스 프리바도스(barrios privados)"(직역: "사립 동네") 또는 단순히 "컨트리(countries)"(이 용어는 "컨트리 클럽"의 줄임말에서 유래)라고 불리며 종종 부의 상징으로 여겨진다. 그러나 게이티드 커뮤니티는 사회적 명성이 불확실하다(중산층 및 상류 중산층의 많은 구성원은 게이티드 커뮤니티 거주자를 신흥 부유층 또는 속물로 간주한다). 대부분의 게이티드 커뮤니티에는 주택만 있지만, 노르델타와 같이 더 큰 일부는 자체 병원, 학교, 쇼핑몰 등을 갖추고 있다.
아파르트헤이트 이후 남아프리카 공화국에서는 높은 수준의 폭력 범죄에 대응하여 게이티드 커뮤니티가 급증했다. 이들은 일반적으로 "단지"라고 불리지만 "보안 마을"(대규모 민간 개발 지역) 또는 "둘러싸인 이웃"으로도 광범위하게 분류된다. 개발되고 있는 최신 이웃 중 일부는 거의 전적으로 보안 마을로 구성되어 있으며, 일부는 쇼핑몰과 몇 가지 필수 서비스(예: 병원)를 갖추고 있다. 부분적으로 부동산 개발업자들은 이와 같은 대응책을 채택했는데, 이는 지역 주민들이 관련 범죄로 인해 두려워하고 종종 장기적인 퇴거 절차로 이어지는 스쾃을 막기 위함이다.
이들은 남중국과 홍콩에서 인기가 많으며, 대부분의 새로운 아파트 단지에는 24시간 경비원이 상주하고 일부 고급 주택의 경우 거주자와 가정부의 출입을 허용하는 얼굴 인식 시스템을 갖추고 있다. 그중 가장 유명한 곳은 광저우의 클리포드 이스테이츠이다.
사우디아라비아에서는 석유 발견 이후 주로 유럽이나 북미 출신 가족들을 수용하기 위해 게이티드 커뮤니티가 존재해 왔다. 1990년대 후반부터 외국인 전반, 특히 미국 시민에 대한 위협 수준이 증가하자, 게이트는 무장되었고 때로는 중무장되었으며 모든 차량은 검사된다. 특정 시기, 특히 유럽 또는 북미 국가 출신 사람들을 겨냥한 인근 지역의 최근 테러 공격 이후 사격수와 사우디아라비아 국민위병 장갑차가 나타났다.
게이티드 커뮤니티는 유럽 대륙과 일본에서는 드물다.

## 비판

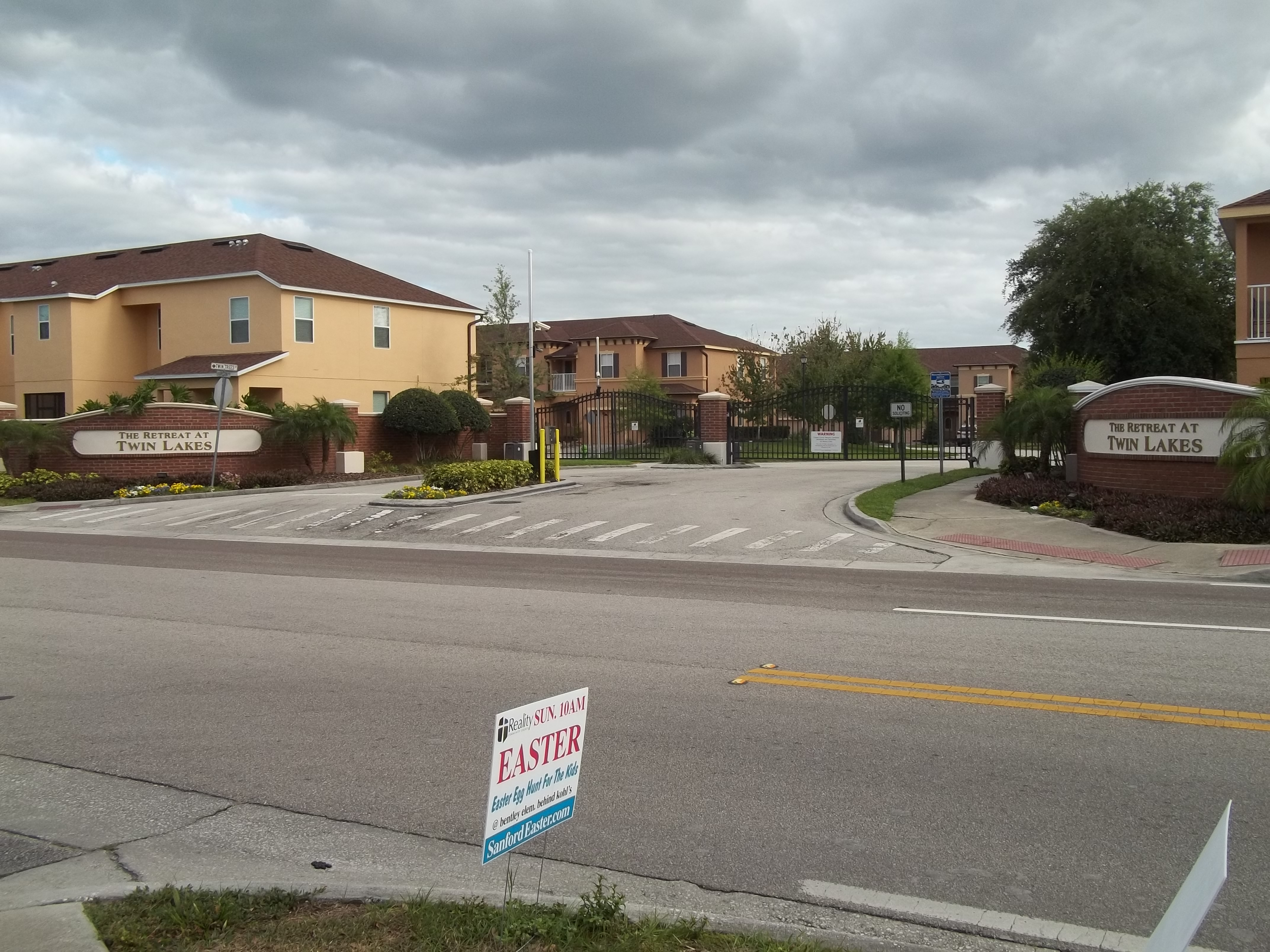
트윈 레이크스 리트리트

게이티드 커뮤니티(그리고 정도는 덜하지만 막다른 길)의 지지자들은 단순히 통과하는 사람들 또는 더 일반적으로 비지역민 전체의 감소 또는 배제가 폐쇄된 지역 환경에서 "낯선 사람"을 훨씬 더 쉽게 인식하게 하여 범죄 위험을 줄인다고 주장한다. 그러나 일부에서는 지역을 통과하는 모든 비지역민 중 잠재적인 범죄자는 매우 소수에 불과하므로, 교통량 증가는 범죄 행위를 저지하거나 사건 발생 시 도움을 줄 수 있는 더 많은 사람들을 주변에 두어 안전을 감소시키기보다는 오히려 증가시켜야 한다고 주장했다.
또 다른 비판은 게이티드 커뮤니티가 거짓된 안도감을 제공한다는 것이다. 일부 연구에 따르면 게이티드 커뮤니티의 안전은 현실보다 환상에 가까울 수 있으며, 미국 교외 지역의 게이티드 커뮤니티는 유사한 비게이티드 지역보다 범죄율이 낮지 않다는 것을 보여준다.
버네사 왓슨은 한 논문에서 게이티드 커뮤니티를 "아프리카 도시 판타지"의 일종으로 분류하며, 이는 아프리카 도시를 두바이 또는 싱가포르처럼 만들려는 시도라고 주장한다. 왓슨의 분석에 따르면, 이러한 도시 계획은 계층 간의 상호작용 기회를 제한하고 도시 빈곤층의 소외를 심화시키는 배타적이고 자급자족적인 공간을 중요하게 여긴다.
브리츠케, 랜더만 & 콘(2014)의 연구는 남아프리카공화국에서 게이티드 커뮤니티가 개인의 주거 침입 피해 위험에 미치는 영향을 조사했다. 그 결과, 게이티드 커뮤니티가 주거 침입을 줄이지 못할 뿐만 아니라 오히려 범죄 활동을 조장하는 것으로 나타났다. 게이티드 커뮤니티와 그 주변 지역 모두에서 주거 침입 밀도는 츠와네의 4배나 높은 것으로 밝혀졌다. 게이티드 커뮤니티에서 멀리 떨어진 지역에서는 범죄율이 감소하지 않았다. 또한, 주거 침입 위험은 낮과 밤 모두에서 일관되게 높은 것으로 나타났다. 남아프리카공화국에서 게이티드 커뮤니티의 효과에 대한 이 연구가 게이티드 커뮤니티 사용과 범죄 예방 사이에 부정적인 상관관계를 나타내므로, 게이티드 커뮤니티의 효율성은 의심스럽다.

## 일반적인 경제 모델 유형
- 라이프스타일 — 컨트리 클럽, 은퇴 공동체 개발.
- 명성 — 지위 어필을 위한 게이트
- 물리 보안 공동체 — 범죄 및 교통 통제를 위한 게이트.
- 목적형 공동체 — 외국인을 위한 시설 (예: 중서부 아시아의 근로자 거주지, 주로 석유 산업을 위해 건설됨)

## 폐쇄 도시와의 비교
폐쇄 도시는 게이티드 커뮤니티와 다르다.
- 폐쇄 도시의 경비는 주민들에게 무료이다(세금으로 지불).
- 폐쇄 도시의 대중교통은 경유 검문소를 통과하거나 기술 정류장에서 통행증/여권을 확인하고 보안 구역 외부의 다른 사람들도 이용할 수 있다. 게이티드 커뮤니티 내에서는 최상의 경우 버스 정류장이 검문소 맞은편에 있다. 몇몇은 무료 버스를 제공한다. 게이티드 커뮤니티를 통한 버스는 통행권 또는 호의로 운행된다.
- 폐쇄 도시의 요금 및 공동 주택 관리비는 일반 도시와 동일하거나(모든 경우에 더 높지 않음) 유사하다. 게이티드 커뮤니티에서는 서비스 회사가 법적으로 고정되지 않은 요금을 인상하는데, 이는 해당 공동체가 더 낮은 조건을 협상하거나 이 서비스 회사를 교체하기 어렵기 때문이다(대부분의 경우 정족수 미달로 인해).

## 국가별
전 세계 여러 국가에서 외국인을 위한 제한된 수의 게이티드 커뮤니티가 오랫동안 설립되어 왔다.
- 중동의 근로자 거주지, 주로 석유 산업을 위해 건설되었다.
- 엘몬테 (캘리포니아주)의 아버 오크스 세분화 지역은 영화 백 투 더 퓨처 2에서 "힐데일"로 등장하며, 팬들이 직접 보러 오기 때문에 현재는 출입이 통제되어 있다. 주민들은 때때로 이 개발 지역에 찾아오는 팬들에게 화를 내기도 한다.

### 아르헨티나

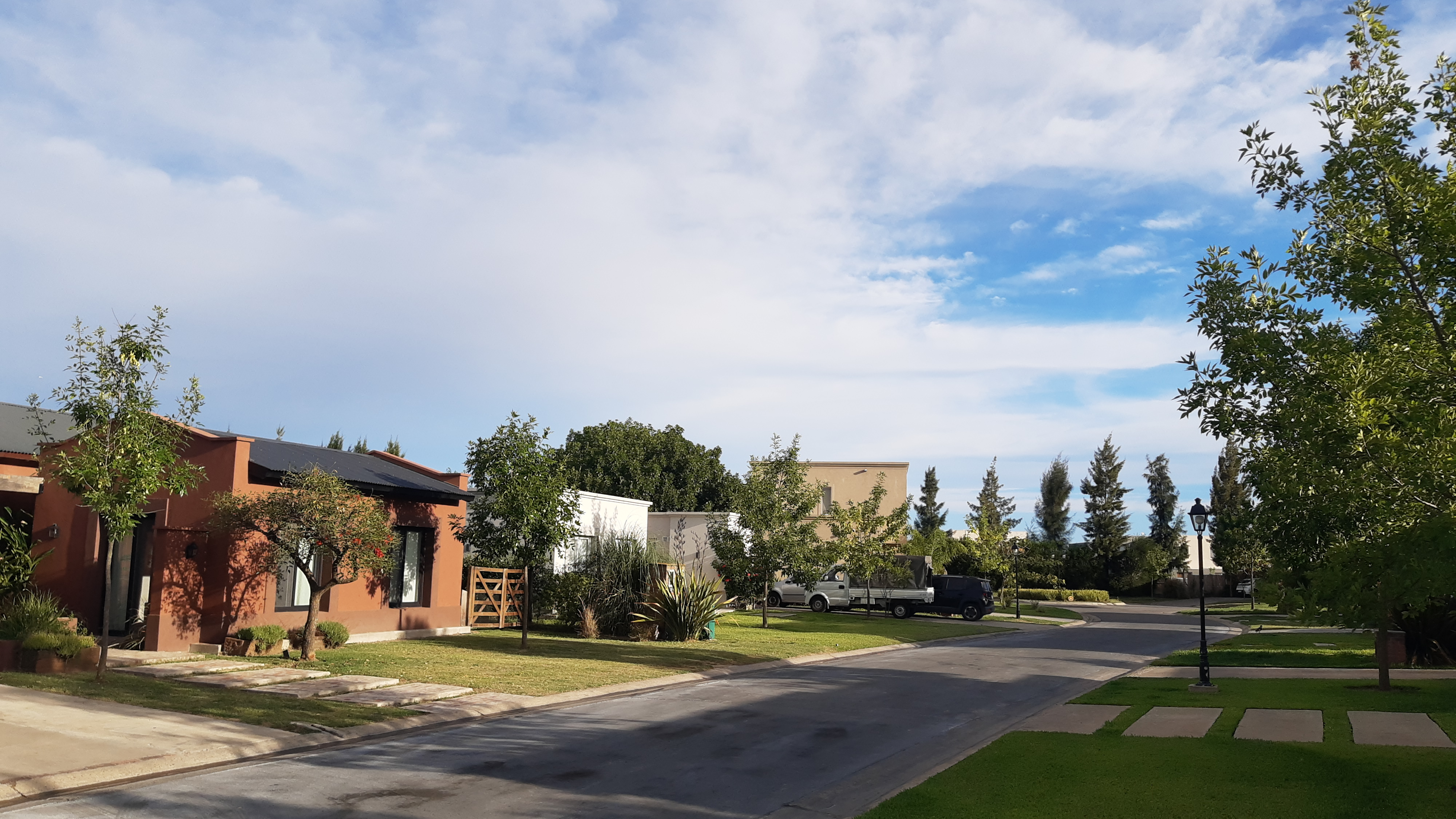
티그레 파르티도의 바리오 산 가브리엘 내부 거리.

아르헨티나에는 특히 그란부에노스아이레스, 부에노스아이레스 시에서 북쪽으로 60km 떨어진 필라르 교외, 그리고 노르델타와 같은 다른 교외 지역에 많은 게이티드 커뮤니티가 있다. 토르투가스 컨트리 클럽은 1930년대/1940년대에 개발된 아르헨티나 최초의 게이티드 커뮤니티이지만, 대부분은 자유주의 개혁이 확고해진 1990년대에 건설되었다.
부에노스아이레스는 전통적으로 사회 통합적인 도시로 여겨져 왔기 때문에, 게이티드 커뮤니티는 사회학자들의 연구 대상이 되어 왔다. 게이티드 커뮤니티는 그란부에노스아이레스의 중산층 및 상류층 사람들이 불안감에 대처하는 중요한 방법이다.
마라 디센타는 "노르델타의 이야기는 폭력적인 환경이 백인성과 엘리트적 구별 욕구를 통해 어떻게 구현되는지를 보여준다. 노르델타로 대표되는 MPC(다목적 공동체)는 농촌을 엘리트 토지로 변모시키면서 이윤을 창출하고, 동시에 인종적, 공간적 경계를 재정립하여 중심과 주변, 지상과 수몰지, 밀렵꾼과 환경보호론자 간의 구별을 더욱 선명하고, 더욱 철저히 지키며, 덜 침투 가능하게 만든다. MPC는 미국에서 시작되었으며, 인종, 분리, 신자유주의적 공유지에 대한 미국의 상상력을 전 세계적으로 유통시키고 현실화하는 데 기여하고 있다. 이 과정에서 MPC는 식민지 및 탈식민지 국가 지리에 뿌리를 둔 다양한 형태의 느린 폭력과 마주하게 된다. 더욱이, 이러한 인종적 차이를 자본화하려 하면서, 글로벌 부동산 기업들은 또한 인종 형성의 균질화된 비전을 유통시키고 현실화하는 데 일조한다."라고 썼다.

### 오스트레일리아
오스트레일리아에서 게이티드 커뮤니티는 드물었지만, 1980년대 이후 몇 군데가 건설되었다. 가장 잘 알려진 곳은 퀸즐랜드의 골드코스트에 있는 호프 아일랜드의 생추어리 코브이다. 이 지역에는 다른 유사한 프로젝트들도 건설되고 있다. 빅토리아주에서 첫 번째 개발지는 멜버른 남서쪽으로 약 16km 떨어진 윈덤 지방 정부 지역에 있는 생추어리 레이크스이다. 뉴사우스웨일스주에는 매쿼리 링크스 게이티드 커뮤니티와 사우스게이트 에스테이트 게이티드 커뮤니티가 있다. 많은 호주 게이티드 커뮤니티는 사설 골프장 내에 건설된다.
ACT에서는 커뮤니티 말 방목지와 공동 소유권으로 공동 관리되는 주거지를 중심으로 한 Uriarra Village가 유일한 예이다.

### 방글라데시
방글라데시의 부동산 개발업자를 위한 무역 협회인 라주크는 2021년 수도인 다카에 약 25개의 게이티드 커뮤니티가 있다고 밝혔다. 라주크는 이 커뮤니티들이 게이티드 커뮤니티 내 토지의 60%를 개방 공간과 공동 사용을 위해 유지하는 국제 표준을 준수한다고 주장했지만, 방글라데시 계획자 협회는 이 주장에 이의를 제기하며 도심 내 게이티드 커뮤니티의 수를 줄여야 한다고 주장했다.

### 브라질

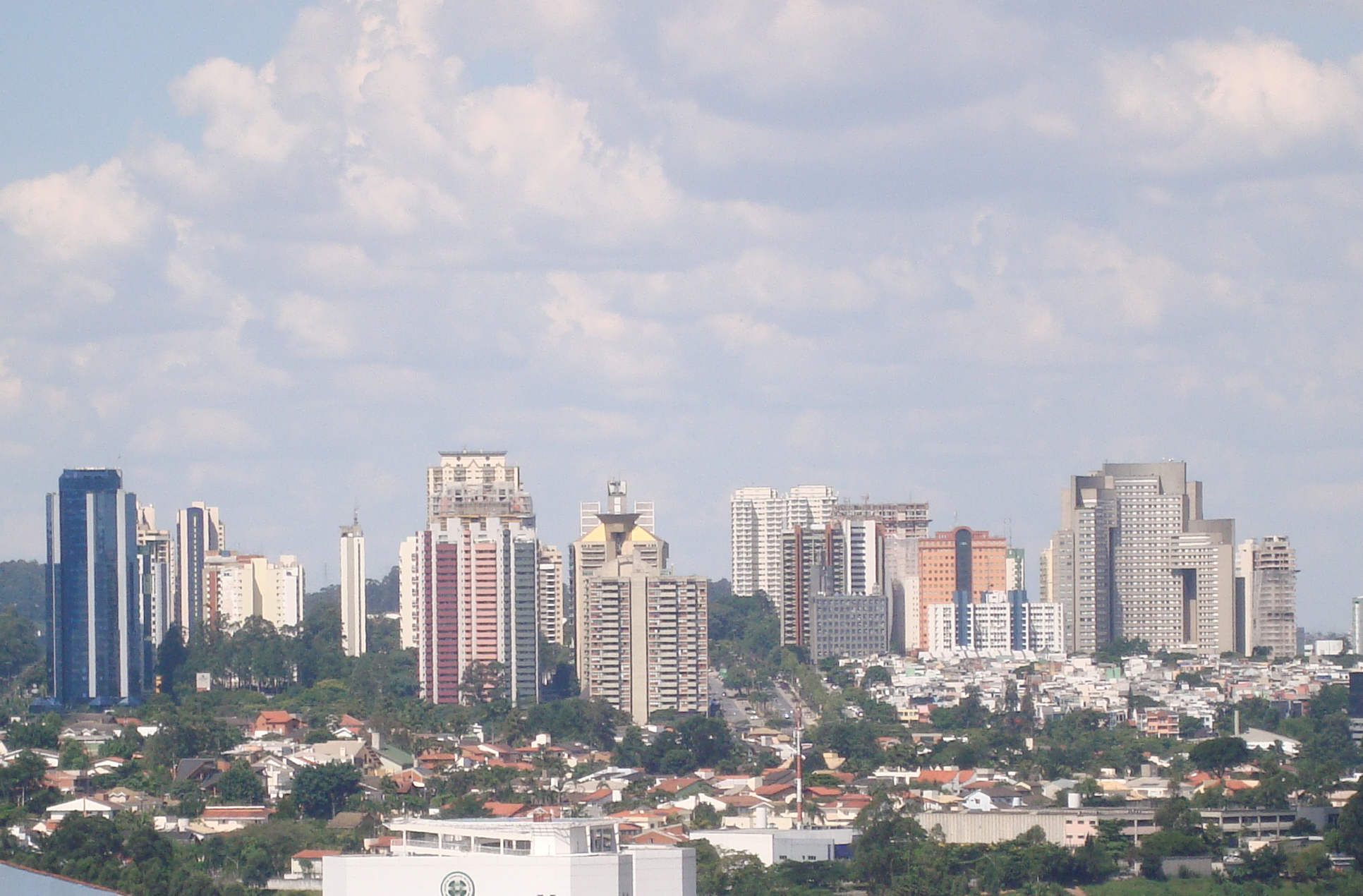
바루에리의 비즈니스 센터이기도 한 브라질, 상파울루 교외의 게이티드 커뮤니티인 알파빌

브라질에도 특히 리우데자네이루와 상파울루 대도시권에 많은 게이티드 커뮤니티가 있다. 예를 들어, 상파울루의 교외 지역 중 하나인 탐보레에는 탐보레 1, 2, 3 등으로 알려진 최소 6개의 이러한 단지가 있다. 각 단지는 앞마당을 거의 분리하지 않는 넉넉한 간격의 단독 주택으로 구성된다.
그란데 상파울루 지역에서 최초의 대규모 게이티드 커뮤니티 프로젝트 중 하나는 1970년대 군사 독재 기간 동안 계획되고 건설된 바루에리의 알파빌이었다. 당시 브라질의 대도시들은 중산층 및 상류층의 자동차 소유 급증, 농촌 이탈, 빈곤, 범죄, 스프롤 현상, 도심 도시쇠퇴에 직면했다.

### 캐나다
보안 검문소와 순찰이 있는 "물리적" 또는 명시적인 출입 통제가 있는 동네는 매우 드물며, 토론토의 브라이들 패스와 같은 캐나다에서 가장 부유한 동네에서도 찾아볼 수 없다. 게다가 많은 캐나다 주에서는 비상 차량의 신속한 접근을 막기 때문에 공공 도로에 잠긴 문을 설치하는 것을 건강 문제로 간주하여 지방 계획법에서 금지하고 있다.
캐나다에서 눈에 띄는 예외는 1988년부터 1992년 사이에 밴쿠버섬 남동부 해안에 건설된 아르부투스 리지 은퇴자 커뮤니티이다.
대부분의 캐나다 지역, 특히 대도시에서는 사적인 인프라와 편의 시설을 주변 지역과 효과적으로 분리하는 암묵적 또는 상징적 게이팅이 더 흔하다. 이에 대한 대표적인 예는 부유한 몬트리올 교외 지역인 몽루아얄인데, 이곳에는 라카디 대로를 따라 긴 울타리가 설치되어 있어 이 공동체와 더 노동 계급적인 파크 익스텐션 지역을 사실상 분리하고 있다. 또한, 많은 신흥 교외 주택 단지는 독점성과 고립감을 주기 위해 장식용 게이트를 사용한다. 최근 몇 년 동안 그레이터 토론토에도 게이티드 커뮤니티가 계획되었지만, 흔하지는 않다.

### 중국
중국에서 이러한 단지 중 일부는 전 세계의 다른 대부분의 게이티드 커뮤니티와 마찬가지로 부유층을 대상으로 한다. 또한 많은 외국인들이 베이징시의 게이티드 커뮤니티에 거주한다. 종종 외국 기업들은 외국인 직원들이 살 곳을 선택하며, 대부분의 경우 임대료와 관련 비용(예: 관리비 및 정원 관리)을 지불한다.
상하이에도 유사한 공동체가 존재한다. 상하이 링크스(Shanghai Links)는 골프장과 상하이 미국학교의 푸둥 캠퍼스를 둘러싸는 고급 외국인 공동체의 한 예이다. 상하이 링크스 프로젝트는 1994년 당시 캐나다 총리 장 크레티앵이 상하이 푸둥 신구 정부가 통제하는 화샤 관광 개발 회사와 양해 각서에 서명하면서 시작되었다. 상하이의 다른 주목할 만한 게이티드 공동체로는 허치슨 왐포아가 개발한 시즌스 빌라스(Seasons Villas), 톰슨 골프 빌라스(Thomson Golf Villas), 그린 빌라스(Green Villas)가 있다.
베이징시 다싱구와 같은 중국의 다른 게이티드 커뮤니티는 농촌 이주민의 집을 둘러싸고 있다. 이는 범죄를 줄이고 공공 질서와 안전을 높이기 위한 것으로, 중국공산당이 운영하는 인민일보는 이를 통해 73%의 개선 효과를 거두었다고 주장한다. 이 시스템은 이주민과 빈곤층을 분리한다는 비판을 받으며, 일부는 그 진정한 목적이 이주민을 추적하는 것이라고 주장하지만, 창핑구에서도 시행될 예정이다. 광저우에서는 오스트레일리안 빌라가 1990년대에 부유한 현지인과 외국인 모두를 유치하기 위해 건설된 초기 게이티드 빌라 커뮤니티의 한 예이다.

### 에콰도르
에콰도르는 많은 게이티드 커뮤니티를 가지고 있으며, 대부분 과야킬과 키토에 위치한다. 해안 도시 과야킬에서는 게이티드 커뮤니티가 주로 삼보론돈에 위치하며, 키토에서는 도시 주변 계곡에 위치한다. 이곳은 주로 가장 부유한 사람들을 위한 주택이다. 그러나 특히 과야킬에서는 적당한 가격의 게이티드 커뮤니티 내 주택이 증가하는 추세이다.

### 이집트
인구 증가와 계층 분리가 심화되면서 이집트에서는 1970년대부터 게이티드 커뮤니티가 점점 더 많이 설립되었다. 예를 들어, 카이로 대도시권에는 엘 레합과 드림랜드, 마운틴 뷰 이집트가 있다. 알렉산드리아에는 엘 마무라도 있다. 이들은 카이로의 심각한 혼잡 문제를 해결하지 못하는 틈새시장이라는 비판을 받았다.

### 인도네시아
인도네시아에서는 일부 게이티드 커뮤니티가 호화롭고(최대 740제곱미터(8000제곱피트)) 일부는 매우 저렴하다(40~120제곱미터). 2000년부터 민간 개발업자가 건설하는 대부분의 새로운 주거 지역은 주로 게이티드 커뮤니티로 구성된다. 예를 들어, 탕그랑슬라탄의 부미 세르퐁 다마이 주거 지역, 탕그랑 시의 트로피카나 레지던스 커뮤니티, 데폭의 텔라가 골프 사왕안과 페소나 카양안, 보고르 리젠시의 센툴 시티 등이 있다. 인도네시아의 게이티드 커뮤니티는 여전히 외부인이 커뮤니티 내부의 일부 시설을 사용할 수 있도록 허용하는데, 이는 주거 개발의 사회 시설이 대중이 사용할 수 있도록 지방 정부에 인계되어야 한다는 규정이 있기 때문이다.

### 이탈리아
이탈리아의 게이티드 커뮤니티 두 가지 예시는 로마의 올지아타와 토스카나주, 카스틸리오네델라페스카이아의 로카마레 마을이다.

### 레바논
베이루트 외곽 주거 지역의 오염, 부적절한 인프라, 전력 부족, 녹지 부족으로 인해 상류층 사회는 더 나은 생활 환경을 위해 게이티드 커뮤니티에 거주하는 것을 선택한다.
레바논의 게이티드 커뮤니티는 주로 수도 베이루트의 교외 지역에 위치한다.

### 말레이시아
말레이시아에서는 이를 게이티드 및 경비 커뮤니티(Gated and Guarded Communities)라고 부르며 인기가 꾸준히 증가하고 있다. 현재 도시 및 국토 계획부에 따르면 말레이시아에는 네 가지 유형의 게이티드 커뮤니티가 있다.
1. 엘리트 커뮤니티: 이 유형의 게이티드 커뮤니티는 주로 상류층 또는 고소득층이 거주한다. 이는 주민의 지위 때문에 보안이 주요 관심사이며 배타성과 지위에 중점을 둔다.
2. 라이프스타일 커뮤니티: 라이프스타일 커뮤니티는 일반적으로 은퇴 공동체, 레저 공동체, 교외의 '신도시'로 구성된다. 이 커뮤니티 내 활동으로는 골프, 승마, 주민 중심의 레저 활동 등이 포함될 수 있다.
3. 보안 구역 커뮤니티: 보안 구역 커뮤니티는 가장 인기 있는 게이티드 커뮤니티 유형으로, 울타리나 문으로 둘러싸인 주택 개발을 제공한다. 이 개발은 일반적으로 경비 서비스와 함께 제공된다.
4. 보안 구역 커뮤니티 및 라이프스타일: 이 유형의 게이티드 커뮤니티 주택 개발은 일반적으로 도심 내에서 개발된다. 이는 보안 측면과 주민을 위한 라이프스타일 시설 제공에 모두 중점을 둔다.

게이티드 커뮤니티는 안전 및 보안 문제의 증가에 대한 대응으로 등장한 개념이며, 평온한 환경과 가족 발전에 이상적인 강화된 안전 측면에서 더 많은 이점을 제공한다.

### 모리셔스
모리셔스 정부가 1990년대 중반에 통합 리조트 계획(IRS)과 부동산 계획(RES)을 도입한 이후, 이 섬에는 여러 게이티드 커뮤니티가 존재한다. 최근에는 이들이 부동산 개발 계획(PDS)으로 통합되었다. 정부는 또한 스마트 시티 허가를 도입했으며, 2016년에는 사우디아라비아의 지원을 받아 에벤 지역의 미니시에서 헤리티지 시티 프로젝트로 알려진 정부 버전의 게이티드 스마트 시티를 착수했다.

### 멕시코
멕시코의 게이티드 커뮤니티는 국가에 존재하는 막대한 소득 격차의 결과이다. 2008년 연구에 따르면 멕시코 도시 지역의 평균 소득은 26,654달러로, 스페인이나 그리스와 같은 선진 지역보다 높은 반면, 농촌 지역(때로는 불과 짧은 거리)의 평균 소득은 8,403달러에 불과했다. 이러한 부와 빈곤의 근접성은 멕시코 중산층에게 큰 보안 위험을 초래했다. 게이티드 커뮤니티는 멕시코의 거의 모든 중대형 도시에 찾아볼 수 있으며, 가장 큰 규모의 커뮤니티는 몬테레이, 멕시코시티 또는 과달라하라 (멕시코)와 같은 주요 도시에 있다.
멕시코에서는 고급 또는 "지위" 게이티드 커뮤니티가 중상위 소득 거주자들에게 매우 인기가 있다. 멕시코의 게이티드 고급 커뮤니티는 미국과 같은 국가보다 상당히 저렴하며, 커뮤니티의 보편성과 건설 비용 절감으로 인해 유사한 크기와 품질의 주택을 유지하면서 중산층 거주자들을 유치하기 위해 가격이 더 낮게 책정된다.
멕시코의 많은 게이티드 커뮤니티는 학교, 상하수도 및 전력 시설, 보안 및 소방 인력, 의료 시설과 같은 완전히 독립적이고 자급자족적인 인프라를 갖추고 있다. 일부 대규모 게이티드 커뮤니티는 자체 교육구와 경찰서까지 보유하고 있다. 멕시코시티의 인테를로마스 지역은 수백 개의 게이티드 커뮤니티를 포함하고 있으며, 이는 세계에서 가장 큰 게이티드 커뮤니티 밀집 지역으로, 140 제곱킬로미터 (54 mi2) 이상에 걸쳐 있다. 산타페, 보스케스-로마스, 인테를로마스-보스케 레알의 주변 지역 또한 주로 게이티드 커뮤니티로 구성되어 있으며, 그란데 멕시코시티의 30% 이상을 차지한다.
멕시코의 많은 소규모 게이티드 커뮤니티는 공식적으로 별도의 게이티드 커뮤니티로 분류되지 않는데, 이는 많은 시 규제가 폐쇄된 도로를 금지하기 때문이다. 이러한 소규모 지역의 대부분은 중하위 소득 거주자들을 대상으로 하며, "진정한" 게이티드 커뮤니티와 유사한 폐쇄된 경계와 검문소를 제공한다. 이러한 상황은 신뢰할 수 있는 보안 인력을 제공할 수 있는 능력이 부족하기 때문에 일부 시 정부에 의해 용인되거나 때로는 장려되기도 한다.

### 뉴질랜드
뉴질랜드에서는 1980년대와 1990년대부터 주요 도시의 교외 지역에 게이티드 커뮤니티가 개발되었다.

### 나이지리아
나이지리아에는 게이티드 커뮤니티가 널리 퍼져 있으며, 종종 주택 단지 또는 빌라라고 불린다. 이 단지들은 50에서 100 헥타르 사이의 면적을 차지하며, 그와림파 단지와 같은 단지는 천 헥타르 이상에 달한다. 또한, 일부는 학교, 탁아소, 체육관, 놀이터, 슈퍼마켓, 공원과 같은 편의 시설을 제공한다. 라고스, 라고스섬, 아부자와 같은 도심 지역에는 정치인, 공무원, CEO, 유명인사를 포함한 나이지리아 상류층만을 위한 고급 단지가 다수 있다. 반면, 나이지리아 중산층을 겨냥한 더 저렴한 단지들도 있다.
게이티드 커뮤니티는 독점성과 제공되는 보안 감각 때문에 나이지리아인들에게 매력적이다. 많은 단지는 출입이 엄격하게 통제되어 무단 또는 낯선 개인이 접근할 수 없도록 한다.
나이지리아에서 흔한 또 다른 형태의 게이티드 커뮤니티는 특정 조직의 직원과 그 가족을 위해 개발되고 예약된 구역이다. 예를 들어, 이바단 대학교를 포함한 많은 나이지리아 대학에는 직원 숙소가 있다. 이러한 직원 숙소는 일반적으로 조직 구내 안팎에 위치한다.

### 파키스탄

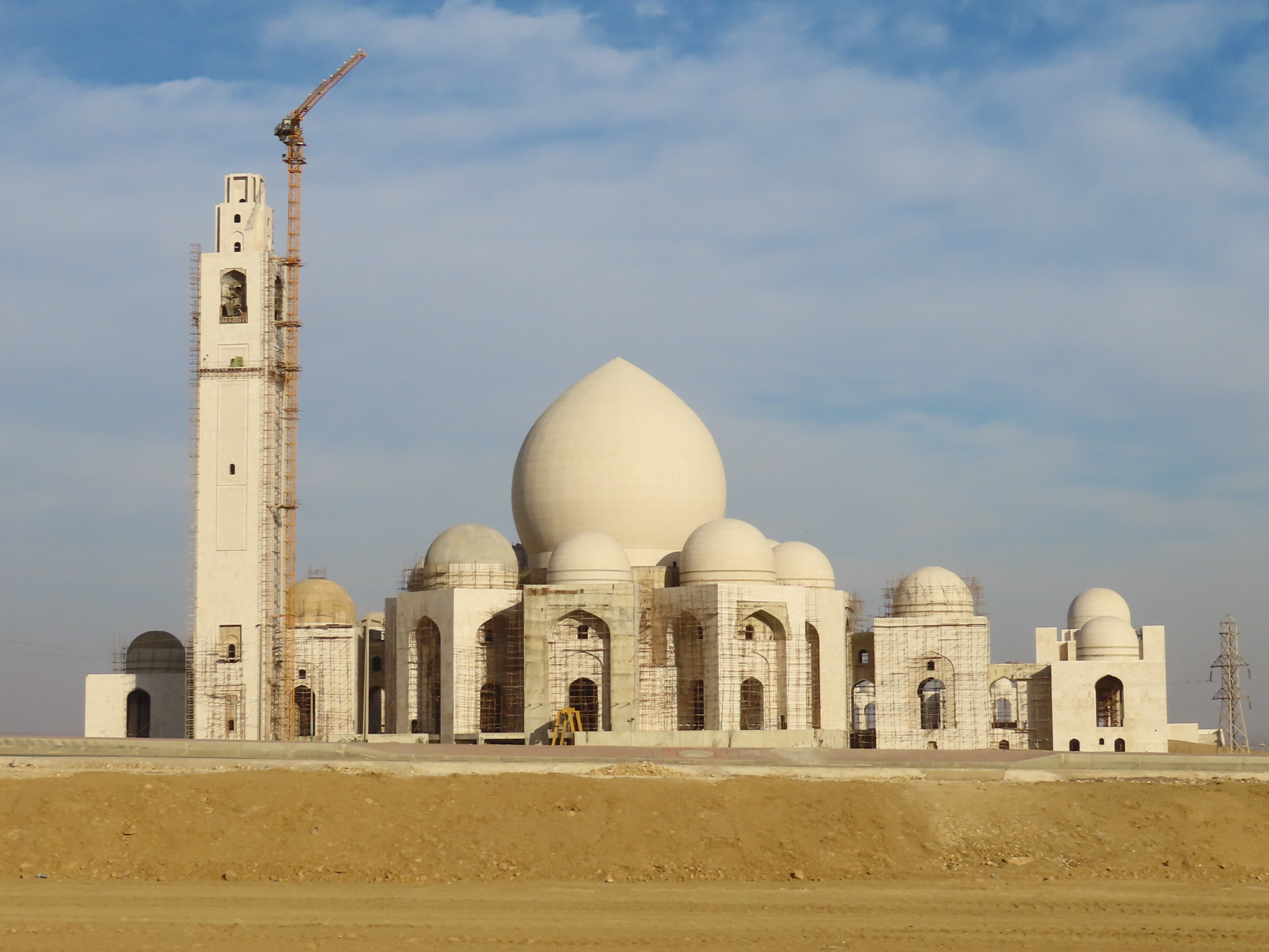
카라치 바리아 타운에 있는 카라치 그랜드 자미아 모스크의 전경

파키스탄에는 매우 많은 수의 게이티드 커뮤니티가 있으며, 대부분 중산층 파키스탄인들을 대상으로 한다. 가장 큰 곳은 아시아에서도 가장 큰 바리아 타운이며, 주요 도시에 커뮤니티를 가지고 있다. 국방 주택청 또한 게이티드 커뮤니티의 주요 개발사이다.
그 외에는 WAPDA 타운, 이슬라마바드의 굴베르그, 쇤 프로퍼티즈가 있으며, 에마르사는 주로 상류층을 대상으로 하는 여러 게이티드 커뮤니티를 국내에서 운영하고 있다. 파키스탄의 게이티드 커뮤니티는 다른 대부분의 주택 단지가 직면하는 법 집행 및 에너지 부족 문제에서 대부분 면역되어 있다. 짧은 시간 내에 이러한 커뮤니티의 부동산 가격은 크게 상승했다. 2007년 라호르의 바리아 타운에 있는 20제곱미터 주택은 약 4백만 파키스탄 루피(4만 달러)였으나, 2012년에는 유사한 부동산이 9백만 루피가 되었으며, 주택은 1억~3억 루피의 가격에 거래된다. 카라치 바리아 타운은 현재 라피 크리켓 스타디움을 건설 중이며, 완공되면 국내에서 가장 큰 경기장이 될 것이다. 또한, 완공되면 남아시아에서 가장 크고 세계에서 세 번째로 큰 그랜드 자미아 모스크를 건설할 예정이다.

### 페루

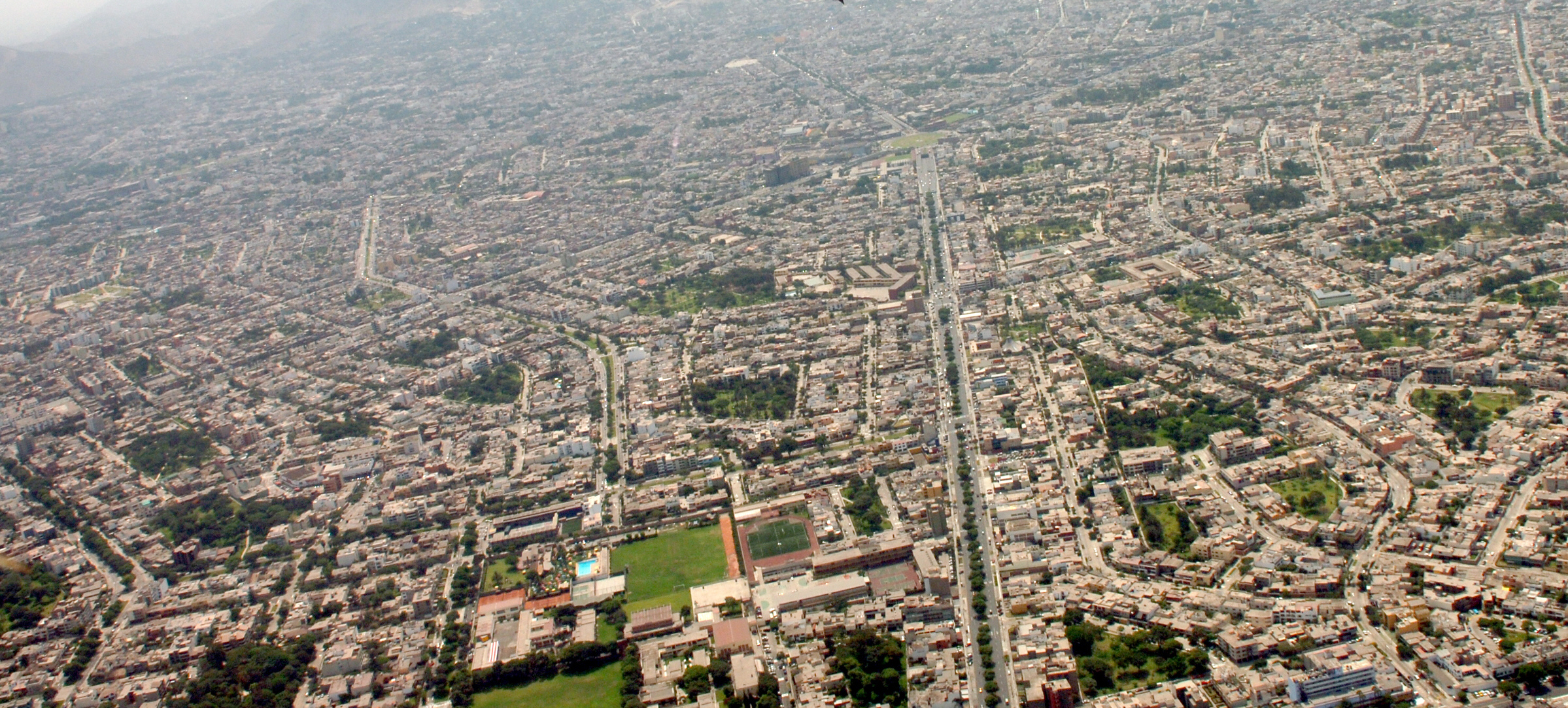
리마, 산티아고데수르코 중산층 게이티드 커뮤니티의 항공 사진

페루의 리마에는 특히 부유한 라 몰리나와 산티아고데수르코 지역에 여러 게이티드 커뮤니티가 있다. 이곳은 많은 저명한 페루인들의 거주지이다.

### 필리핀

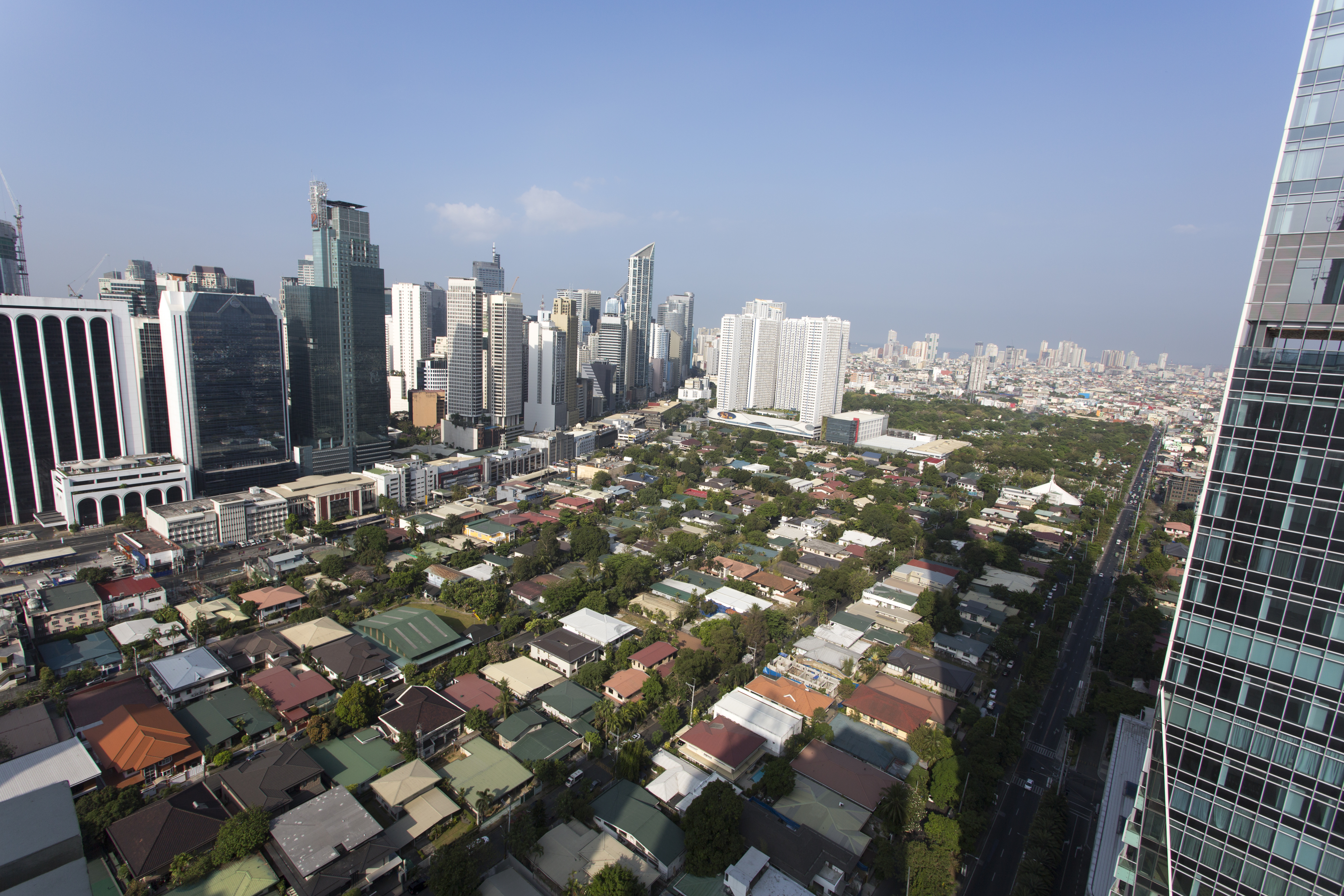
필리핀 마카티 시 벨-에어 빌리지 제2단계 고급 게이티드 커뮤니티 전경

필리핀에는 "서브디비전(subdivisions)" 또는 "빌리지(villages)"로 필리핀 영어에 알려진 많은 수의 게이티드 커뮤니티가 있다. 게이티드 커뮤니티는 콘도미니엄과 함께 필리핀 전역의 상류층 및 중산층 필리핀인들의 주요 거주 유형 중 하나를 나타낸다. 이름과 관계없이 이러한 커뮤니티는 더 큰 바랑가이 (마을)의 일부를 형성하거나, 그 자체로 하나의 바랑가이를 구성할 수 있다. 게이티드 커뮤니티는 종종 건설 단계 또는 프로젝트 번호별로 그룹화되며, 이러한 커뮤니티 내의 주택은 기존의 주택 번호 또는 건물 이름 대신 거리의 대지 및 블록 번호로 지정된다. 게이티드 커뮤니티는 두 가지 유형으로 나뉜다.
1. 고급 주거 단지/마을: 콘도미니엄과 함께 필리핀 사회의 부유층을 위한 주거 지역이다. 여기에는 마카티의 벨-에어, 그린우드 이그제큐티브 빌리지스, 마갈라네스 빌리지, 다스마리냐스 빌리지, 아얄라 알라방 빌리지 등이 포함된다.
2. 주거 단지/마을: 필리핀 중산층을 대상으로 하는 게이티드 커뮤니티이다. 이들은 이름으로 시작하여 숫자(예: "Kalayaan Village 3")로 끝날 수 있으며, 3은 토지 개발 회사의 "Kalayaan" 주택 프로젝트 중 세 번째 주거 단지 프로젝트임을 나타낸다. 주거 단지의 예로는 BF 홈즈, 카멜라 홈즈 등이 있으며, 이는 더 부유한 교외 지역의 대다수를 차지한다.

### 러시아
에어로버스 라이브 컴플렉스는 모스크바 최초의 사실상의 게이티드 커뮤니티이다. 비즈니스 센터는 이 단지 안에 있지만 주거 지역 외부에 있다.
포타포보 (신 모스크바로 알려졌지만 RAS 회원들을 위한 노스 부토보와 함께 개발됨) - 1994년부터 2000년까지 울타리 쳐진 코무나르카-부토보 도로로 알려졌으며 모스크바는 다른 도로를 건설해야 했다. 서비스 회사는 버스 면허를 가지고 있으며 제복을 입은 경비원이 항상 버스에 있다 (엄격하게 접근이 제한된 곳에서도 흔치 않음). 나중에 상업 센터를 열었지만 코너를 자르거나 2개의 입구를 (북쪽에서) 사용하는 것은 허용되지 않았다. 울타리는 버스 노선과 12호선의 직접 또는 순환 확장의 효율성을 저하시킨다. 이 지역은 주문형 버스를 운행하도록 설정되었지만 승객들은 외부로 걸어 나가도록 지시받았다.
오제로는 레닌그라드주, 프리오제르스키군의 콤소몰스코예 호수(핀란드어: 키마야르비)에 위치한 블라디미르 푸틴의 다차 주변에 형성된 협동조합이다.

### 사우디아라비아
사우디아라비아에서는 많은 외국인 노동자들이 회사에서 제공하는 주택에 거주해야 한다. 2003년 알 함라, 자다웰, 시얀코, 비넬에 대한 전투적 사우디 반체제 인사들의 공격 이후, 정부는 서구 인구가 많은 단지에 대해 강력한 군사 보안을 설정했다. 많은 서구인들은 그들이 일하는 도시의 다른 많은 게이티드 단지나 비게이티드 빌라 및 아파트에도 거주한다. 사우디 아람코는 다란에 단지를 제공하는데, 이는 사우디아라비아 내에서 가장 큰 종류 중 하나이다. 게이티드 커뮤니티는 많은 사우디인들에게도 인기가 많으며, 이는 이러한 커뮤니티 내 개방형 빌라의 제한된 가용성과 해당 주택에 지불되는 높은 임대료를 설명한다.

### 싱가포르
센토사 코브는 싱가포르에서 유일하게 게이티드 주거 커뮤니티이며, 99년 임대 기간의 방갈로 350채를 포함한다. 이곳은 비시민권자가 구매할 수 있는 유일한 주택이다. 그럼에도 불구하고, 2021년 현재, 이 부동산들은 본토의 유사 지역보다 낮은 가격에 거래된다.

### 남아프리카 공화국
남아프리카공화국에는 게이티드 커뮤니티가 늘어나고 있으며, 부유층은 도시 빈곤층과 가까이 살지만(접촉은 거의 없다).

### 태국
태국의 많은 주택 단지는 상류층 및 중산층을 대상으로 하는 게이티드 커뮤니티 형태를 띤다. 이들은 개발 회사 또는 주민 위원회에 의해 관리될 수 있다.
게이티드 커뮤니티는 태국에서 종종 무반이라고 불린다.

### 튀르키예
튀르키예에는 특히 이스탄불과 앙카라에 여러 게이티드 커뮤니티가 있다. 튀르키예어로 "site"라고 불리는 이들은 대부분 도시 외곽에 위치한다.

### 아랍에미리트
아랍에미리트에서는 게이티드 커뮤니티가 특히 두바이에서 폭발적인 인기를 얻고 있는데, 2002년 외국인의 자유 보유 부동산 소유 허용 결정으로 인해 다양한 테마를 가진 수많은 커뮤니티가 건설되었다. 예를 들어 더 레이크스(The Lakes), 스프링스(Springs), 메도우스(Meadows), 아라비안 랜치스 등이 있다.

### 영국
틀:Main category

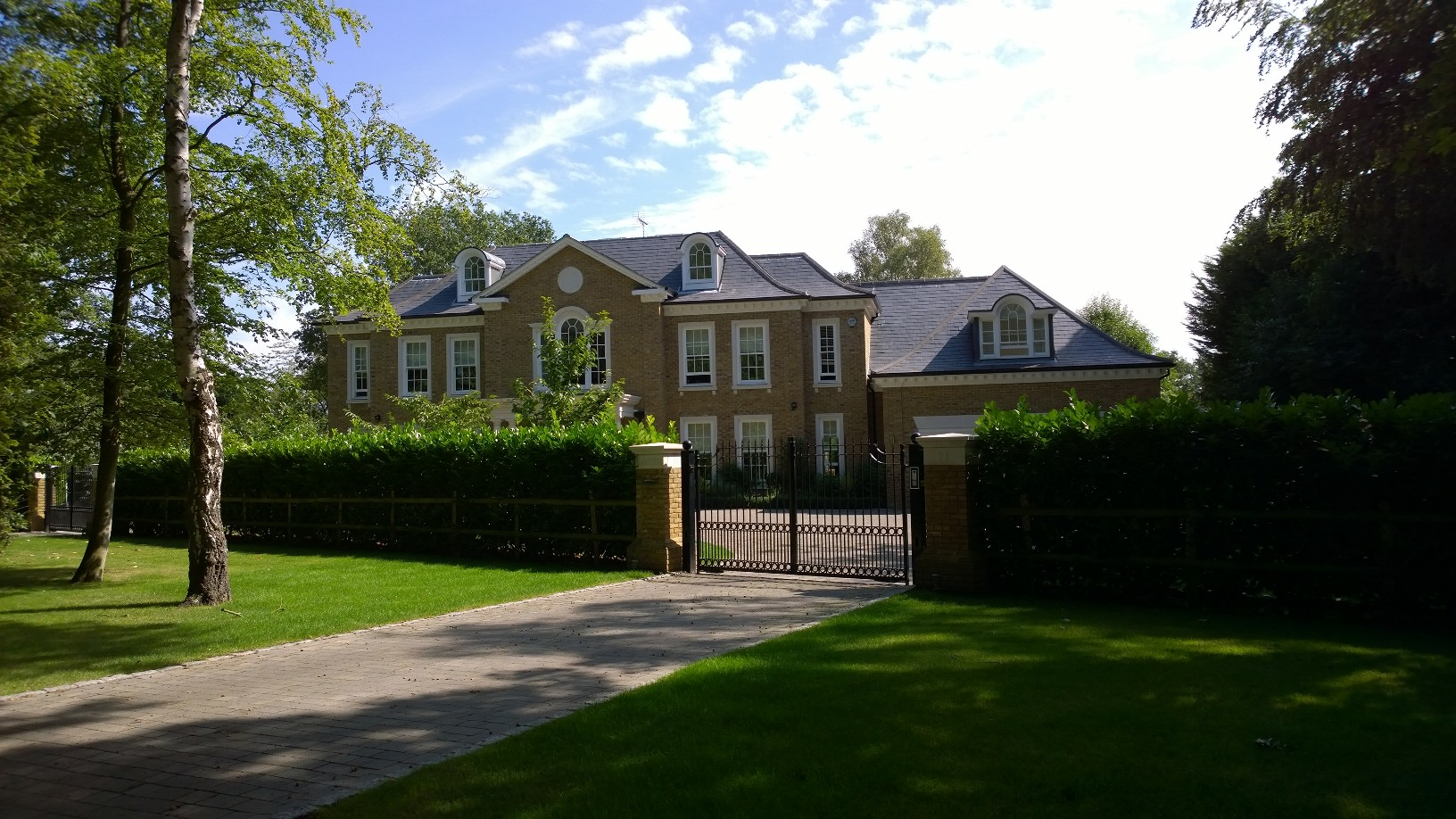
버우드 공원에 있는 게이티드 하우스

게이티드 커뮤니티는 도시 범죄율 증가에 대응하여 1920년대 후반에 설립되었다. 최초의 게이티드 커뮤니티는 1928년 존 골즈워디에 의해 런던 외곽에 설립되었다. 영국에서는 게이티드 커뮤니티가 비교적 드물다. 2004년에는 잉글랜드에 약 1,000개의 이러한 커뮤니티가 있는 것으로 추정되었다(즉, 스코틀랜드, 웨일스 및 북아일랜드는 제외). 2002년 현재, 이러한 커뮤니티의 대부분은 남동부에 위치하며 대부분 소규모 개발이었고, 300가구 이상의 게이티드 커뮤니티를 가진 지방 정부는 단 4곳에 불과했다. 이들은 일반적으로 60개 또는 100개 주택이 있는 게이티드 거리 또는 단일 아파트 블록으로 구성되었다.
영국에 있는 대부분의 게이티드 커뮤니티는 민간 개발업자가 건설했으며, 소수의 비율은 사회적 임대인과 민관 파트너십을 통해 건설되었다. 연구에 따르면 이들은 일반적으로 주변 지역도 매우 부유한 곳에 존재하며, 반드시 게이티드 커뮤니티일 필요는 없다고 한다. 구매자의 동기 측면에서는 보안, 독점성, 명성 문제가 종종 자산 가치를 유지하려는 욕구에 가려지는 경향이 있었다고 언급되었다. 이러한 커뮤니티의 매력은 주로 "젊은 부유한 독신자"와 나이든 부부에게 있다고 하지만, 이는 위치와 숙박 유형의 가용성에 따라 크게 달라진다. 미국과 달리 마케팅 자료에서는 게이티드 개발에 거주하는 공동체적 측면을 거의 언급하지 않는다.

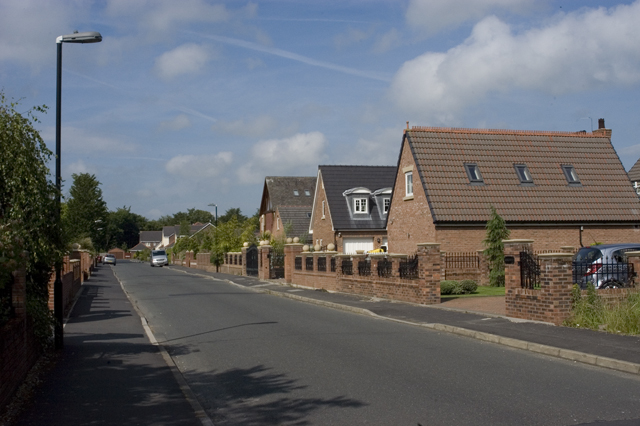
블랙번 근처의 브록홀 빌리지

게이티드 커뮤니티의 "건축 형태는 상당한 다양성을 가지고 있다". 런던에서는 게이티드 커뮤니티로 변모한 많은 신축 건물과 개조된 공간이 주로 아파트로 구성되어 가족에게 적합하지 않을 가능성이 높다. "안전하고 고급스러운 런던 중심부의 콘도미니엄 스타일 주택"을 위한 이러한 도심지 재개발은 젊은 전문직 종사자들 사이에서 도심에서의 "로프트 생활"에 대한 문화적 변화에 의해 부분적으로 촉진되었다. 런던의 예로는 런던 도클랜즈 개발인 뉴 칼레도니안 워프, 킹스 앤 퀸 워프 및 팬 페닌슐라, 그리고 이스트 런던 지역인 보우의 보우 쿼터 등이 있다.
런던 외곽에서는 게이티드 커뮤니티가 더 넓은 경향이 있다. 가장 명성 있는 게이티드 커뮤니티 또는 "사유지"는 일반적으로 런던 외곽에 위치한 곳으로 간주되며, 여기에는 서리주의 세인트 조지스 힐과 웬트워스의 대규모 사유지가 포함된다. 일반적으로 서리주 코범-에셔-웨이브리지 삼각지대에 집중되어 있으며, 버우드 공원과 킹스우드 워렌이 그 예시이고, 블랙힐스와 클레어 힐은 약간 낮은 부동산 가치를 가진 더 작은 경쟁자이다. 교외 켄트주에서는 케스턴 공원과 판버러 공원이 가장 유명하다.

### 미국

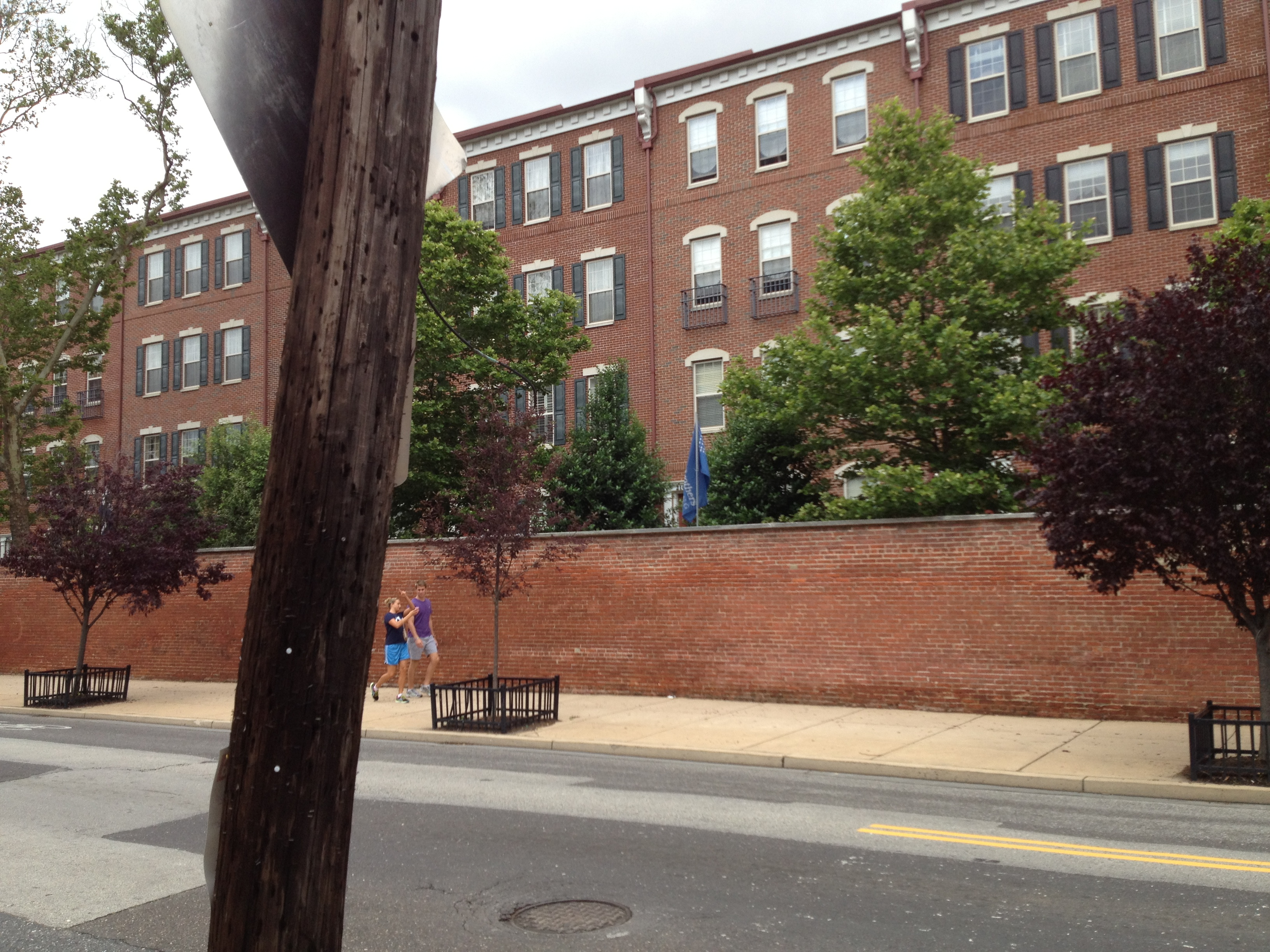
필라델피아에 있는 네이벌 스퀘어와 그레이스 페리 애비뉴를 분리하는 벽

초기 미국 게이티드 커뮤니티는 1850년대로 거슬러 올라가지만, 1900년대 초에 처음으로 확산되기 시작했다. 대부분의 게이티드 커뮤니티는 오늘날 남부와 서부의 선 벨트 지역에 위치하며, 개발을 위한 토지가 더 많이 있다. 이들은 일반적으로 개인적으로 개발되기 때문에 총 개수를 파악하기 어렵다. 이들은 종종 법인화되지 않지만, 캘리포니아 남부에는 브래드버리, 캐니언 레이크, 히든 힐스, 라구나 우즈, 롤링 힐스와 같은 수많은 자치시가 있다.
2002년 USA 투데이는 캘리포니아의 신축 건물 약 40%가 벽 뒤에 있다고 보도했다. 1997년까지 전국에 약 2만 개의 게이티드 커뮤니티가 건설된 것으로 추정된다. 그 해, 게이티드 커뮤니티에 거주하는 인구는 3만 개의 커뮤니티에 400만 명에서 약 800만 명에 달하는 것으로 추정되었다. 이러한 성장은 계속되어 2009년 미국 주택 조사 자료에 따르면 게이티드 커뮤니티에 거주하는 가구 수는 1,100만 가구로 증가했다. 게이티드 커뮤니티와 그 거주자를 연구한 심리학자 세타 로우는 이것이 과소평가일 가능성이 높다고 제안했다.

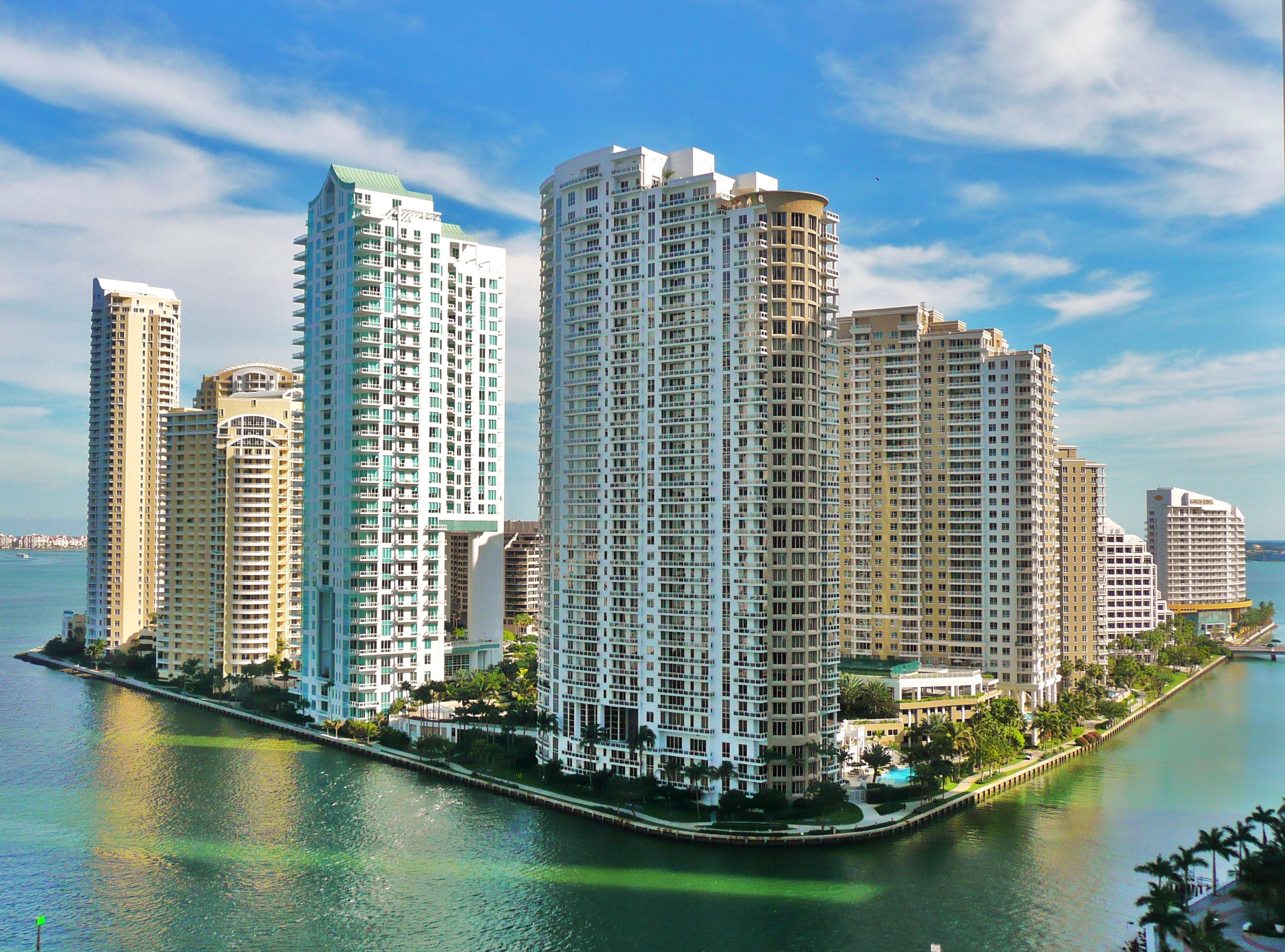
마이애미의 브리켈 키

미국의 게이티드 커뮤니티가 "부유층의 요새"라는 개념은 학술 연구에 의해 도전받아 왔다. 2005년 도시 계획 교육 및 연구 저널에 발표된 연구에 따르면 이들은 종종 자가 소유 및 임차 주택을 모두 포함하며, 사회경제적 지위와 소득 수준이 커뮤니티마다 크게 다를 수 있다는 것이 밝혀졌다. 범죄학자 니콜라스 브래닉과 차리스 큐브린은 대중적인 상상 속의 "부유하고 사회경제적 지위가 높은 게이티드 커뮤니티"가 사실은 게이티드 커뮤니티의 한 유형에 불과하다고 주장했다.
에드 블레이클리는 부유하고 사회적으로 저명한 사람들을 위한 "명성 공동체"와 안전이 주된 목표인 "보안 구역"을 구별한다. 그럼에도 불구하고, 많은 문헌들은 게이티드 커뮤니티가 더 큰 사회적 고립과 분리에 기여한다고 지적한다. 이들 지역으로 이주하는 일반적인 동기는 범죄에 대한 두려움과 인구학적 변화를 벗어나고 싶은 욕구이다. 게이티드 커뮤니티는 일반적으로 민족적으로 동질적이다. 또는, 2015년 도시 연구 기사는 미국 남서부의 게이티드 커뮤니티가 사회적 분리를 심화시키지만, 인종적 분리에는 영향을 미치지 않는다고 주장했다. 왜냐하면 그들이 접한 거리들은 이미 인종적 수준에서 분리되어 있었기 때문이다.

### 우루과이

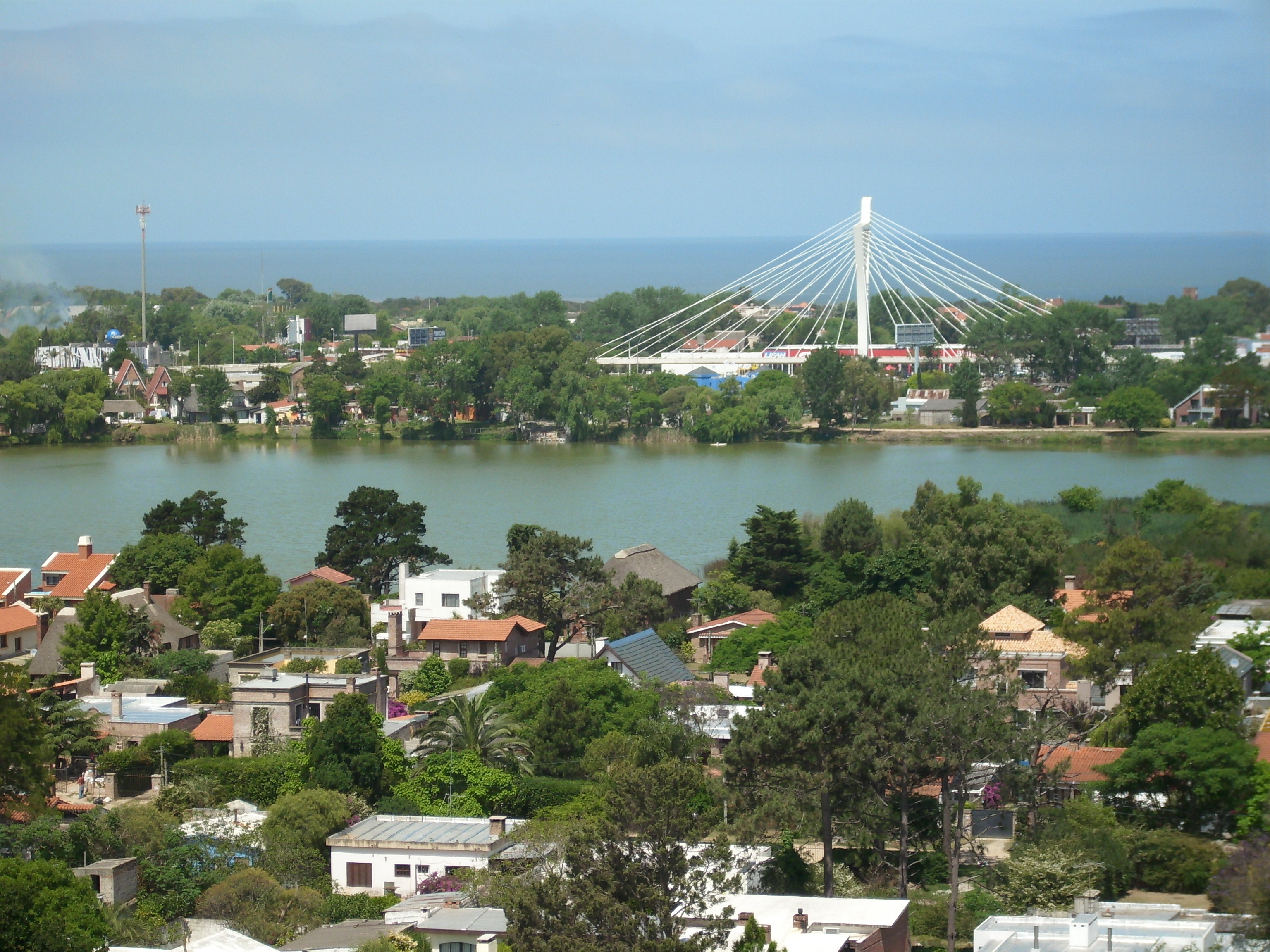
우루과이의 여러 게이티드 커뮤니티는 시우다드데라코스타에 인접해 있다.

우루과이의 게이티드 커뮤니티는 현지에서 '바리오스 프리바도스' 또는 개인 주택 단지로 알려져 있다. 우루과이의 게이티드 커뮤니티가 얼마나 널리 퍼져 있는지에 대한 공식적인 데이터는 없지만, 2013년까지 말도나도주에 최소 20개, 카넬로네스주에 7개, 로차주에 7개, 소리아노주에 1개, 리오네그로주에 2개가 존재하는 것으로 알려졌다. 게이티드 커뮤니티는 2020년까지 "엄청난 성장"을 경험했으며, 가족이 있는 외국인들에게 인기 있는 선택지였지만, 임대 수익은 낮은 것으로 알려져 있고 부동산 가치가 반드시 오르는 것은 아니라고 한다. 수도 몬테비데오에는 카라스코 바리오와 같은 사회적으로 배타적인 지역이 존재하지만, 거리 폐쇄는 허용되지 않으며 시내에 게이티드 커뮤니티를 건설하려는 시도는 거부되었다.
예상과 달리, 이 나라의 게이티드 커뮤니티는 이미 사회 계층화가 높은 부유층을 대상으로 하기 때문에 주거 분리를 증가시키지 않는다는 연구 결과가 나왔다. 이들 거주자는 연령, 가족 단계, 사회 계층에서 매우 동질적인 집단인 경향이 있다. 라 타오나(La Tahona)와 카르멜(Carmel)은 몬테비데오 바로 외곽 카넬로네스주에 위치하며 아메리존 비즈니스 파크와 카라스코 국제공항 근처에 있는 가장 유명한 게이티드 커뮤니티 중 두 곳이다. 라 타오나와 카르멜은 모두 시우다드데라코스타 바로 북쪽에 위치한 카미노 데 로스 오르네로스(Camino de los Horneros) 도로에 인접해 있으며, 이 도로는 총 2000채의 주택을 포함하는 여러 게이티드 커뮤니티와 연결되어 있지만, 이 숫자는 결국 3배로 늘어날 것으로 예상된다. 푼타델에스테에도 수많은 게이티드 커뮤니티가 건설되었다.
원격 근무의 가용성이 증가하고 수영장과 같은 편의 시설이 몬테비데오보다 더 흔하게 발견되면서 최근 몇 년 동안 우루과이에서 게이티드 커뮤니티에 대한 수요가 증가했다. 또한 미리 설계된 신축 건물이 흔해지면서 중산층에게도 더 접근하기 쉬워졌다. 이는 개별 소유주가 부지를 구매하고 자신만의 건축업자를 고용해야 하는 구식 모델과는 대조적이다. 그 결과 발생한 규모의 경제는 평균 가격을 낮게 유지하는 데 도움이 되었다.

## 대중 매체에서
틀:In popular culture

### 만화에서
- 워킹 데드 만화 시리즈 초기에 릭 그라임스는 게이티드 콘도미니엄 단지에 정착하려고 시도한다. 이 움직임은 생존자들이 이웃이 좀비로 가득하다는 것을 깨닫고 그룹 멤버 중 한 명이 죽임을 당하면서 재앙으로 판명된다.[71]

### 영화에서
- 1986년 딕 마스 감독의 영화 플로더는 네덜란드 복지 시스템이 크고 반사회적이며 소외된 플로더 가족을 게이티드 커뮤니티로 이사시키는 것에 대한 블랙 코미디이다. 이 계획은 거의 성공적이었지만, 자체적인 결함 없이 실패할 운명이었다.
- 존 두이건의 론 독스 (1997), 미샤 바턴과 샘 록웰 주연으로 게이티드 커뮤니티의 어린 소녀가 조경 노동자와 친구가 되어 그들의 우정이 사회에 미치는 영향을 다룬다.
- 로드리고 플라 감독의 멕시코 영화 라 조나는 어린 빈민층 아이들이 게이티드 커뮤니티를 침입하는 이야기를 다룬다.
- 애슐리 티스데일 주연의 ABC 패밀리 영화 픽쳐 디스에서 드루는 카멜롯이라는 게이티드 커뮤니티에 산다.
- 스페인 영화 납치된 자들에서는 납치범들이 안전하다고 알려진 게이티드 커뮤니티에 사는 가족의 딸을 납치한다.
- 2007년 애니메이션 영화 앨빈과 슈퍼밴드에서 다람쥐들과 그들의 보호자 데이비드 서빌은 게이티드 커뮤니티에 살고 있다.
- 2022년 영화 열두 명의 웬수들에서 베이커 가족은 로스앤젤레스에서 칼라바사스의 게이티드 커뮤니티로 이사하여 대가족을 수용할 수 있는 더 큰 집에 살게 된다. 영화가 끝날 무렵, 베이커 가족은 로스앤젤레스로 돌아간다.

### 게임에서
- 그랜드 테프트 오토 IV에는 브룩클린의 씨 게이트를 가상으로 재현한 비치게이트라는 게이티드 커뮤니티가 있다. 여기에는 초기 적대자 미하일 파우스틴의 집도 포함된다.

### 문학에서
(작가 성 기준 알파벳순)
- 마거릿 애트우드의 소설 오릭스와 크레이크에서 스노우맨과 크레이크는 회사 소유의 게이티드 커뮤니티인 '컴파운드'에서 살고 일한다.
- J. G. 밸러드는 그의 중편 소설 러닝 와일드 (1988)와 장편 소설 수퍼 칸느 (2000)에서 이 현상을 탐구했다.
- T. C. 보일의 소설 토르티야 커튼 (1995)은 캘리포니아주의 게이티드 커뮤니티와 그 주변을 배경으로 한다.
- 옥타비아 버틀러의 소설 씨 뿌리는 자의 우화는 문명의 대부분이 게이티드 커뮤니티 내에 사는 세상을 배경으로 한다.
- 로버트 A. 하인라인의 소설 나는 악을 두려워하지 않으리에서 가장 부유한 시민들은 요새 같은 경비가 삼엄한 게이티드 커뮤니티 안에서 도시 빈곤으로부터 숨어 지낸다.
- 아이라 레빈의 소설 스텝포드 아내들 (1972)은 여성 구성원들을 남자들의 기준에 맞추기 위해 비밀리에 노예로 삼는 목가적인 게이티드 커뮤니티를 배경으로 한다.
- 릭 라이어던의 퍼시 잭슨과 올림포스의 신 및 올림포스 영웅전 시리즈에서 엘리시온은 웃음소리와 바비큐 냄새가 들리는 게이티드 커뮤니티로 묘사된다. 그곳에는 큰 호수 한가운데에 축복받은 섬이 있을 뿐만 아니라, 로마 빌라, 중세 성, 빅토리아 시대 맨션과 같은 역사 속 모든 시대의 아름다운 집들로 이루어진 동네가 있다. 또한 잔디밭에는 은색과 금색 꽃이 피고 잔디는 무지개 색깔로 물결친다.
- 멕시코에서 페르난다 멜초르의 세 번째 소설 파라다이스는 멜초르의 고향인 베라크루즈의 멕시코 게이티드 커뮤니티 내부에서 두 십대 청소년이 저지른 범죄를 이야기한다.
- 아르헨티나에서 클라우디아 피녜이로의 《목요일의 과부들》(목요일의 과부들)은 2005년 클라린 신문 문학상 수상 후 현지 베스트셀러가 되었다.[72] 이 소설은 게이티드 커뮤니티 주민들의 삶, 그중에서도 고소득을 누리던 가족들이 경제적 어려움에 직면하는 모습을 묘사한다.
- 이집트에서 아메드 칼레드 토프윅의 소설 유토피아는 부유층이 벽 밖의 삭막한 삶으로부터 격리되어 있는 북해안의 게이티드 커뮤니티 너머로 독자들을 소름 끼치는 여정으로 이끈다.
- 닐 스티븐슨의 소설 스노 크래시 (1992)에서 게이티드 커뮤니티는 사실상 주권적인 도시 국가인 "버브클레이브(burbclaves)"(교외 거점)로 진화했다.

### 노래에서
- "베르사체"에서 드레이크는 "여기는 게이티드 커뮤니티이니 제발 이 구역에서 나가달라"고 말하는데, 캘리포니아의 히든 힐스에 있는 게이티드 커뮤니티를 지칭하는 것이다.

### 텔레비전에서
- 엑스파일 시즌 6 에피소드 "아카디아"에서 멀더와 스컬리는 끔찍한 비밀을 숨기고 있는 게이티드 커뮤니티 내에서의 실종 사건을 조사한다.
- 만화 진저의 저널에서 그립링 가족은 프로텍티브 파인즈에 거주한다.
- 네모바지 스폰지밥 에피소드 "스퀴드빌"에서 오징어 이웃들은 스폰지밥과 팻트릭에게서 벗어나기 위해 일시적으로 오징어들의 게이티드 커뮤니티로 이사한다.
- 브라보 네트워크의 리얼리티 TV 시리즈 오렌지 카운티의 진짜 주부들은 처음에는 주로 코토 데 카자 게이티드 커뮤니티("코토")를 배경으로 했으며, 코토에 거주하는 "주부들"과 그 가족들의 화려한 삶을 다루었다. 라데라 랜치 타운하우스에 살았던 주부 로리 워링은 "코토 게이츠 뒤"에 사는 다른 네 명의 주부들의 사치스러운 생활 방식에 대한 대조를 위해 사용된 예외적인 사례였다.
- 더 스타터 와이프 미니시리즈의 대부분은 주인공의 친구가 사는 게이티드 커뮤니티를 배경으로 한다. 그녀는 심지어 정문의 경비원과도 친구가 된다.
- 2002년 환상특급 리바이벌의 파일럿 에피소드인 "에버그린"은 에버그린 에스테이트라는 게이티드 커뮤니티를 다루는데, 이곳은 반항적인 아이들을 "아카디아 비료 회사"로 데려가 집 앞의 작은 나무들을 위한 붉은 비료로 만들어 처형하는 섬뜩한 비순응 처리 방식을 가지고 있다.
- 야채극장 베지테일의 한 에피소드(셜록 홈즈와 황금 자)에서 래리는 래리와 함께하는 바보 같은 노래에서 게이티드 커뮤니티에 대한 노래를 부른다.
- 위즈 시즌 1~3에서 낸시 보트윈과 그녀의 가족은 애그레스틱 게이티드 커뮤니티에 거주한다.
- 2012년 미국 TV 시리즈 우리동네 외계인에서 한 가족이 뉴저지의 "히든 힐스"라는 게이티드 타운하우스 커뮤니티로 이사하지만, 그들은 그 커뮤니티 전체가 스포츠 유명인의 이름을 따서 자신을 식별하고, 골프 카트를 타고 커뮤니티를 순찰하며, 식사 대신 책을 읽음으로써 눈과 마음을 통해 영양분을 섭취하고, 귀에서 녹색 끈적한 물질을 흘리는 다른 행성의 주민들로 구성되어 있다는 것을 발견한다.
- 세이프는 넷플릭스 오리지널 시리즈로, 게이티드 커뮤니티 내부와 주변에서 벌어지는 미스터리를 다룬다.
- 단명한 TV 시리즈 게이츠에서 닉 모노한과 그의 가족은 시카고에서 조용하고 고급스러운 계획 도시인 더 게이츠로 이사하는데, 그곳에서 그는 경찰서장이 된다. 그들은 곧 이웃들이 겉보기와는 다르다는 것을 깨닫는다. 더 게이츠는 뱀파이어, 마녀, 늑대인간, 서큐버스 같은 존재들로 가득 차 있다.

## 같이 보기
- 막사
- 성 (건축)
- 폐쇄 도시
- 방벽
- 방어시설
- 평화선 (북아일랜드)